# بطولة أمم أوروبا 2020
بطولة أمم أوروبا 2020 (بالإنجليزية: 2020 UEFA European Football Championship)‏ والتي يشار إليها عادة باسم بطولة كرة القدم الأوروبية 2020 (بالإنجليزية: UEFA Euro 2020)‏ أو ببساطة يورو 2020 (بالإنجليزية: Euro 2020)‏ هي النسخة السادسة عشرة من بطولة أمم أوروبا. وهي إحدى البطولات الدولية الخاصة بكرة قدم الرجال، تُقام منافساتها كل أربع سنوات تحت رعاية الاتحاد الأوروبي لكرة القدم.
في هذه النسخة قرر الاتحاد الأوروبي لكرة القدم إقامة فعاليات البطولة في إحدى عشر مدينة من إحدى عشر دولة أوروبية. كان من المقرر أن تُقام المنافسات في الفترة ما بين 12 يونيو إلى 12 يوليو 2020. لكن أُعيد جدولة البطولة بسبب جائحة فيروس كورونا في أوروبا لتقام في الفترة من 11 يونيو إلى 11 يوليو 2021. ورغم ذلك، احتفظت البطولة باسمها الرسمي «بطولة أمم أوروبا 2020».
سبق وأن صرح رئيس الاتحاد الأوروبي السابق الفرنسي ميشيل بلاتيني؛ أن استضافة اثنتا عشرة مدينة مختلفة لمنافسات البطولة ما هو إلا حدث «رومانسي» يحدث لمرة واحدة، للاحتفال بالذكرى الستين لتأسيس بطولة أمم أوروبا. بسبب قدرته الإستيعابية الكبيرة، اُختير ملعب ويمبلي الواقع في العاصمة الإنجليزية لندن لاستضافة مباريات دور النصف النهائي، بالإضافة إلى المباراة النهائية بين إيطاليا وإنجلترا؛ وهي المرة الثانية اللي يستضيف بها ويمبلي لمباراة نهائية في تاريخ في أمم أوروبا وكان ذلك في نهائي 1996 بين ألمانيا والتشيك على ملعب ويمبلي القديم. اُختير ملعب أولمبيكو في روما لاستضافة المباراة الافتتاحية التي كانت بين تركيا والمضيفة إيطاليا. في الأصل كان من المقرر أن تُلعب البطولة في قابل، ثلاثة عشرة مدينة، ثم ما لبث أن أُزيلت مدينتين في وقتٍ لاحقٍ، وهما بروكسل في ديسمبر 2017 بسبب التأخير في بناء ملعب اليورو، ودبلن في أبريل 2021 حيث لم تكن هناك أي ضمانات حكومية لحضور الجماهير. كما غيرت إسبانيا مدينتها المضيفة من بلباو إلى إشبيلية للسماح بحضور الجماهير في المباريات.
المنتخب البرتغالي هو حامل اللقب بعد أن فاز بلقب بطولة 2016، لكن أُقصِيَ من دور الـ16 من قبل المنتخب البلجيكي. شهدت هذه النسخة استخدام نظام حكم الفيديو المساعد المعروف بتقنية الفار لأول مرة في بطولة أمم أوروبا.
استطاع المنتخب الإيطالي الفوز باللقب للمرة الثانية في تاريخه بعد تغلبه على منافسه المنتخب الإنجليزي؛ فقد انتهى الوقت الأصلي بالتعادل الإيجابي بنتيجة 1–1؛ قبل أن يحسم الإيطاليون اللقب عن طريق ركلات الجزاء الترجيحية والتي انتهت لصالحهم بنتيجة 3–2.

## الاستضافة
في بادئ الأمر، أعربت العديد من البلدان عن نيتها لتقديم عروض للحصول على شرف استضافة منافسات بطولة أمم أوروبا 2020، لكن في مؤتمر صحفي عُقِدَ بتاريخ 30 يونيو 2012 أي قبل يوم واحد فقط من نهائي بطولة أمم أوروبا 2012، اقترح رئيس الاتحاد الأوروبي لكرة القدم ميشيل بلاتيني أنه بدلاً من اختيار بلد مضيف واحد (أو استضافة مشتركة بين عدة بلدان) لاستضافة البطولة، ستختار 12 مدينة أوروبية مختلفة موزعة على 12 دولة مختلفة لاستضافة فعاليات البطولة. في ذلك الوقت، استخدم الاتحاد الأوروبي لكرة القدم بالفعل نظامًا مشابهًا لـ«جولة النخبة» في بطولة كأس الاتحاد الأوروبي لكرة القدم لأقل من 17 عامًا، حيث تستضيف كل دولة مجموعة من المجموعات السبع المختلفة.

### تحديد نظام البطولة
في 6 ديسمبر 2012، أعلن الاتحاد الأوروبي لكرة القدم أن نهائيات بطولة أمم أوروبا 2020 ستقام في مدن متعددة في جميع أنحاء قارة أوروبا للاحتفال بالذكرى الستين للبطولة. لكن وضح الاتحاد الأوروبي لكرة القدم أن اختيار المدينة كإحدى المدن المستضيفة، لا يعني تأهل المنتخب الوطني لتلك المدينة مباشرة للبطولة، مما يتوجب على جميع المنتخبات المشاركة في التصفيات سواء استضافت إحدى مدنها منافسات البطولة أو لم تستضف.
السبب وراء اتخاذ الاتحاد الأوروبي لكرة القدم لقرار توزيع منافسات البطولة على عدة مدن في ذلك الوقت، كان سبباً منطقياً. ألا وهو أزمة الديون الأوروبية والتي عصفت بأغلب الدول الأوروبية، ووصلت ذروتها في عام 2012. ردود الأفعال على قرار الاتحاد الأوروبي كانت مختلفة في جميع أنحاء القارة. المعارضون تحججوا أن من غير المقنع أن يتخذ الاتحاد الأوروبي أزمة الديون الأوروبية كحجة لجعل البطولة في 12 مدينة، وهو بنفسه قد رفع عدد المنتخبات المشاركة من 16 إلى 24 منتخباً، ما يعني رفع عدد المباريات من 31 مباراة (في حال مشاركة 16 منتخباً) إلى 61 مباراة (في حال مشاركة 24 منتخباً). فهذه الخطوة قد زادت من تكاليف استضافة البطولة، بحيث لم تقدم أي الدول الأوروبية بعروض جدية لاستضافة البطولة، ما عدا تركيا والتي قدمت عرض جدي لاستضافة البطولة.

### تحديد المدن المستضيفة
نشر الاتحاد الأوروبي لكرة القدم القائمة النهائية لعروض الاستضافة الخاصة بالمدن في 26 أبريل 2014، مع إعلام جميع المرشحين أن القرار النهائي سيصدر من قبل اللجنة التنفيذية في الاتحاد الأوروبي لكرة القدم بتاريخ 19 سبتمبر 2014. قسم الاتحاد الأوروبي لكرة القدم عروض الاستضافة إلى قسمين رئيسيين، عرض المنافسات النهائية والتي ستستضيف المباراة النهائي ومبارتي دور نصف النهائي (كان هناك عرضان من لندن وميونخ، أحدهما كان ناجحًا، وتم وضع علامة باللون الأزرق للنصف النهائي والنهائي)، وعرض المنافسات التأهيلية والتي ستستضيف جميع الأدوار ما عدا النهائي وقبل النهائي(كان هنالك 12 عرضاً ناجحاً في البداية، تم وضع علامة خضراء في دور الثمانية ومرحلة المجموعات، وعلامة صفراء للجولة 16 ومرحلة المجموعات). تم اختيار بروكسل (التي تحمل علامة اللون الأحمر) لاستضافة منافسات دور المجموعات ودور الـ16، ولكن تم إزالتها من قائمة المدن المستضيفة من قبل الاتحاد الأوروبي لكرة القدم في 7 ديسمبر 2017 وتم نقل المباريات المخطط لها إلى ملعب ويمبلي.
تم اختيار جمهورية أيرلندا لاستضافة في بادئ الأمر، لكن تم إزالتها من قائمة الدول المستضيفة من قبل الاتحاد الأوروبي لكرة القدم في 23 أبريل 2021. وفي نفس اليوم، أعلن الاتحاد الأوروبي لكرة القدم عن نقل المباريات التي ستستضيفها إسبانيا  من ملعب سان ماميس في بيلباو إلى ملعب لا كارتوخا في إشبيلية.
| البلد           | المدينة      | الملعب                                     | السعة                                        | نوع العرض                                                      | النتيجة                                                                     |
| --------------- | ------------ | ------------------------------------------ | -------------------------------------------- | -------------------------------------------------------------- | --------------------------------------------------------------------------- |
| أذربيجان        | باكو         | ملعب باكو الأولمبي                         | 68,700                                       | عرض المنافسات التأهيلية                                        | دور المجموعات وربع النهائي                                                  |
| بيلاروسيا       | مينسك        | ملعب دينامو                                | 34,000 (من المفترض زيادة السعة لغاية 39,000) | عرض المنافسات التأهيلية                                        | تم رفض الطلب                                                                |
| بلجيكا          | بروكسل       | ملعب اليورو (الملعب الوطني الجديد المقترح) | 50,000 (المحتمل 62,613)                      | عرض المنافسات التأهيلية                                        | دور المجموعات ودور الـ16 (ألغيت لاحقاً)                                      |
| بلغاريا         | صوفيا        | ملعب فاسيل ليفسكي الوطني                   | 43,000 (من المفترض زيادة السعة لغاية 50،000) | عرض المنافسات التأهيلية                                        | تم رفض الطلب                                                                |
| الدنمارك        | كوبنهاغن     | ملعب باركن                                 | 38,065                                       | عرض المنافسات التأهيلية                                        | دور المجموعات ودور الـ16                                                    |
| إنجلترا         | لندن         | ملعب ويمبلي                                | 90,000                                       | عرض المنافسات النهائية عرض المنافسات التأهيلية (تم سحبه لاحقاً) | نصف النهائي والنهائي. دور المجموعات ودور الـ16 (تم إضافتهم لاحقاً)           |
| ألمانيا         | ميونخ        | أليانز أرينا                               | 70,000                                       | عرض المنافسات التأهيلية عرض المنافسات النهائية                 | دور المجموعات وربع النهائي                                                  |
| هنغاريا         | بودابست      | بوشكاش أرينا                               | 56,000 (الملعب المقترح 68،000)               | عرض المنافسات التأهيلية                                        | دور المجموعات ودور الـ16                                                    |
| إسرائيل         | القدس        | ملعب تيدي                                  | 34,000 (من المفترض زيادة السعة لغاية 53،000) | عرض المنافسات التأهيلية                                        | تم رفض الطلب                                                                |
| إيطاليا         | روما         | ملعب أولمبيكو                              | 70,634                                       | عرض المنافسات التأهيلية                                        | دور المجموعات وربع النهائي                                                  |
| مقدونيا         | إسكوبية      | فيليب الثاني أرينا                         | 33,460                                       | عرض المنافسات التأهيلية                                        | تم رفض الطلب                                                                |
| هولندا          | أمستردام     | يوهان كرويف أرينا                          | 54,990                                       | عرض المنافسات التأهيلية                                        | دور المجموعات ودور الـ16.                                                   |
| جمهورية إيرلندا | دبلن         | ملعب أفيفا                                 | 51,700                                       | عرض المنافسات التأهيلية                                        | دور المجموعات ودور الـ16.(ألغيت لاحقاً)                                      |
| رومانيا         | بوخارست      | الملعب الوطني                              | 55,600                                       | عرض المنافسات التأهيلية                                        | دور المجموعات ودور الـ16.                                                   |
| روسيا           | سانت بطرسبرغ | ملعب كريستوفسكي                            | 68,134                                       | عرض المنافسات التأهيلية                                        | دور المجموعات وربع النهائي.                                                 |
| اسكتلندا        | غلاسكو       | هامبدن بارك                                | 51,866                                       | عرض المنافسات التأهيلية                                        | دور المجموعات ودور الـ16.                                                   |
| إسبانيا         | بلباو        | ملعب سان ماميس                             | 53,289                                       | عرض المنافسات التأهيلية                                        | دور المجموعات ودور الـ16. لاحقاً تم نقل المباريات ملعب لا كارتوخا في إشبيلية |
| السويد          | سولنا        | فريندز أرينا                               | 54,329                                       | عرض المنافسات التأهيلية                                        | تم رفض الطلب.                                                               |
| ويلز            | كارديف       | ملعب الألفية                               | 74،500                                       | عرض المنافسات التأهيلية                                        | تم رفض الطلب.                                                               |

## آثار جائحة كوفيد-19

### بدء الجائحة والتأجيل
في أوائل عام 2020، أثارت جائحة فيروس كورونا المخاوف بشأن تِأثيرها المحتمل على اللاعبين والموظفين وكذلك زوار المدن الاثنا عشر المستضيفة للبطولة. في شهر مارس من ذلك العام وفي مؤتمر الاتحاد الأوروبي لكرة القدم، أعلن رئيس الاتحاد الأوروبي السلوفيني ألكسندر تشيفرين عن ثقته بقدرة الاتحاد في التعامل مع ذلك الموقف العصيب. كذلك صرح الأمين العام اليوناني ثيودور ثيودوريديس بأن الاتحاد الأوروبي في تواصل مستمر مع منظمة الصحة العالمية والحكومات الوطنية بشأن فيروس كورونا. كان تأثير جائحة فيروس كورونا في تزايد تدريجياً مع الوقت؛ ففي وقت لاحق من شهر مارس، أقيمت  العديد من المباريات المحلية وبعض مباريات الأوروبية خلف الأبواب المغلقة. وبحلول 13 مارس 2020 تم تأجيل المباريات البطولات الأوروبية، بينما تم إيقاف الدوريات الأوروبية الكبرى بشكل مؤقت، بما في ذلك الدوري الألماني، الدوري الإسباني، الدوري الفرنسي، الدوري الإيطالي والدوري الإنجليزي الممتاز.
في 17 مارس 2020 عقد الاتحاد الأوروبي مؤتمراً باستخدام المهاتفات الفيديوية مع ممثلي الاتحادات الأعضاء البالغ عددها 55 عضواً بالإضافة إلى ممثل النقابة الدولية للاعبي كرة القدم المحترفين (فيفبرو) وممثل رابطة الأندية الأوروبية وممثلي مجالس إدارة اتحاد الأندية الأوروبية، لمناقشة مصير البطولات المعلقة بسبب تفشي جائحة فيروس كورونا، بما في ذلك بطولة أوروبا 2020. خلال ذلك الاجتماع أعلن الاتحاد الأوروبي عن نيته بتأجيل البطولة للعام التالي، مقترحًا أن تقام في الفترة من 11 يونيو إلى 11 يوليو 2021.  قرار التأجيل جاء لمصلحة الجميع؛ حيث سمح التأجيل بتقليل الضغط على الخدمات العامة في البلدان المتضررة، مع إعطاء فرصة لاستكمال البطولات الأوروبية المحلية والتي تم تعليقها بسبب الجائحة. في اليوم التالي وتحديداً في 18 مارس 2021، وافق مكتب مجلس الفيفا على قرار التأجيل، وأعلن عن تغيير موعد البطولة في تقويم مباريات الفيفا الدولية. نتيجة لذلك، تم تأجيل كأس العالم للأندية الموسعة، والتي كان من المقرر إقامتها خلال شهري يونيو ويوليو من عام 2021. وفي 23 أبريل 2020، أكد الاتحاد الأوروبي أن البطولة ستظل محتفظة باسم «بطولة أمم أوروبا 2020» (بالإنجليزية: UEFA Euro 2020)‏.

### تغييرات الحضور الجماهيري والملاعب
في مايو من عام 2020، صرح ألكسندر تشيفرين رئيس الاتحاد الأوروبي لكرة القدم أن البطولة ستقام كما تم الإتفاق عليه؛ في اثنا عشرة مدينة مختلفة مختارة. ومع ذلك لم يستبعد - في تصريحٍ له في أكتوبر 2020- عن إمكانية تقليص عدد المدن إذا تطلب الأمر. ففي آنذاك كان هنالك 3 مدن غير متأكدة من قدرتها على استضافة المنافسات وفقًا للجدول الجديد. في وقت سابق قامت اللجنة التنفيذية التابعة للاتحاد الأوروبي خلال اجتماعها في 17 يونيو 2020 من مراجعة مواقع البطولة وجدول المباريات. وفي يونيو 2020، أعلن الاتحاد الأوروبي عن نيته «لإقامة فعاليات يورو 2020 بالشكل الذي تم الإتفاق في وقت سابق من عام 2021، وأعلن عن عمله الدؤوب مع جميع المدن المضيفة بشأن التأكد من الاستعدادات». كذلك أعلن الاتحاد الأوروبي عن تواصله المستمر مع السلطات الصحية المحلية حول نسبة الحضور الجماهيري في الملاعب المستضيفة؛ بين كامل طاقتها (100٪) أو نصف طاقتها (50٪) أو ثلاث طاقتها الإستعابية (33٪) أو خلف أبواب مغلقة في أسوأ خيار. وقد طُلِبَ من كل مدينة مستضيفة وضع خطتين أو ثلاث من الخيارات الأربعة السابقة الخاصة بنسبة الحضور الجماهيري؛ مع إمكانية تقييد الحضور الجماهيري بالجمهور المحلي. تم تحديد 5 مارس 2021 لاتخاذ القرار النهائي بشأن وضع الحضور الجماهيري للملاعب المستضيفة. يذكر أن في شهر أكتوبر من 2020. تم الإعلان عن تعليق إقامة المباريات القارية في كل من أرمينيا وأذربيجان بسبب حرب مرتفعات قرة باغ. لكن هذا الأمر لم يؤثر على استضافة العاصمة الأذربيجانية باكو لمباريات يورو 2020. حيث تم رفع هذا التعليق في ديسمبر 2020 بعد اتفاق وقف إطلاق النار بين البلدين.
بمقابلة في مطلع عام 2021، صرح ألكسندر تشيفرين رئيس الاتحاد الأوروبي لكرة القدم قائلاً «لقد بدأت حملة التطعيم وأعتقد أننا سنكون قادرين على الحصول على التطعيمات كاملة في الصيف. في الوقت الحالي، الخطة تقتضي باللعب في جميع البلدان الإثني عشر المستضيفة. بالطبع هناك خطط بديلة احتياطية في حال واجهت إحدى الدول المستضيفة مشاكل في الاستضافة. نحن مستعدون لتنظيم المسابقات في إحدى عشرة أو عشر أو تسع مدن، حتى في بلد واحد فقط إذا لزم الأمر. ومع ذلك، أنا متأكد بنسبة 99.9 في المائة من أننا سنلعب في جميع المدن الاثنتي عشرة كما هو مخطط سابقاً». في 27 يناير 2021، التقى الاتحاد الأوروبي مع الاتحادات المستضيفة لمناقشة الأمور التشغيلية، وأكد مجددًا أن البطولة ستقام في اثني عشرة مدينة. تم تمديد الموعد النهائي لتحديد الطاقة الاستيعابية للملاعب المستضيفة إلى 7 أبريل 2021، وتم تحديد 19 أبريل 2021 كموعد أخير من أجل أن تحدد اللجنة التنفيذية للاتحاد الأوروبي لكرة القدم قرارها النهائي بهذا الصدد. في اليوم التالي، أعلن الاتحاد الأوروبي أن دانيال كوخ الرئيس السابق للأمراض المعدية في المكتب الفدرالي للصحة العامة في سويسرا، سيعمل كمستشاراً طبيياً للبطولة في الأمور المتعلقة بجائحة فيروس كورونا. في فبراير 2021، عرض الاتحاد الإسرائيلي لكرة القدم إقامة بعض مباريات البطولة في إسرائيل، بعدما شهدت البلاد نسبة تطعيم عالية. لكن طلبهم قوبل بالرفض من قبل الاتحاد الأوروبي، الذي أكد التزامه اتجاه اثني عشر مدينة مضيفة تم اختيارها سابقاً. وفي مقابلة أُجْرِيَتْ في شهر مارس 2021، صرح ألكسندر تشيفرين رئيس الاتحاد الأوروبي: «لدينا عدة سيناريوهات، لكن الشيء الوحيد الذي يمكننا تقديمه هو أن خيار لعب أي مباراة في يورو 2020 في ملعب بلا حضور جماهير هو خيار غير مطروح وغير محبب. يجب على كل دولة مستضيف ضمان وجود مشجعين في الملعب». صرح الاتحاد الأوروبي لاحقًا أنه لن يتم سحب الاستضافة من أي مدينة مستضيفة إذا قررت لعب المباريات خلف أبواب مغلقة. ومع ذلك، سيحتاج الاتحاد الأوروبي إلى التفكير فيما إذا كان من المنطقي لعب المباريات بدون حضور جماهير، وقد يستلزم الأمر نقل المباراة إلى ملعب آخر من أجل ضمان حضور الجماهير. في نفس الشهر عرض رئيس وزراء المملكة المتحدة بوريس جونسون على الاتحاد الأوروبي لكرة القدم استضافة بلاده لمباريات إضافية في حال تطلب الأمر ذلك.
في 9 أبريل 2021، أعلن الاتحاد الأوروبي عن تسلمه لخطط الحضور الجماهيري لـ 8 ملاعب من أصل 12 ملعباً، وتراوحت الطاقة الاستيعابية لتلك الملاعب ما بين 25٪ إلى 100٪. في ذلك الوقت 4 مدن تخلفت عن تقديم تصورها لنسبة الحضور الجماهيري؛ وهي بلباو ودبلن وميونخ وروما. تم إعادة مهلة إضافية حتى 19 أبريل 2021 للمدن المتخلفة تصور نهائي لنسبة الحضور الجماهيري. في 14 أبريل، أعلن الاتحاد الأوروبي عن تسلمه لخطة مدينة روما لضمان حضور الجماهير. وفي 19 أبريل، اضطر الاتحاد الأوروبي لإعطاء المدن المتخلفة مهمة أخيرة حتى 23 أبريل قبل أن يتخذ قراره النهائي. وبسبب الحاجة لوضع اللمسات الأخيرة على تفاصيل بيع التذاكر، سيكون أمام المدن المستضيفة مهلة متاحة حتى 28 أبريل لاتخاذ قرارها بشأن ما إذا كانت ستترك حدود الحضور الجماهيري كما هي عليه دون تغيير أو تقوم بزيادة السعة المسموح بها.
في 23 أبريل 2021، أعلن الاتحاد الأوروبي عن استبعاد كل من بلباو ودبلن من المدن المستضيفة بسبب عدم إعطائهم ضمانات لحضور الجماهير. فتم تكليف مدينة إشبيلية باستضافة المباريات التي كانت من المفترض أن تقام في بيلباو، في الجهة المقابلة تم تكليف سانت بطرسبرغ بإقامة المباريات دور المجموعات التي كانت من المفترض أن تقام في دبلن، بينما تم تكليف لندن باحتضان مباريات دور الـ 16. في جمهورية إيرلندا وبسبب تفشي الجائحة بشكل سريع، لم يتمكن الاتحاد الإيرلندي من تلقي ضمانات من الحكومة الأيرلندية ومجلس مدينة دبلن بسماح الحضور الجماهيري، مما أجبر الاتحاد الأوروبي لنقل المباريات لمدينة سانت بطرسبرغ الروسية. في غضون ذلك، بيَّن الاتحاد الإسباني لكرة القدم أن الشروط الصحية التي فرضتها حكومة الباسك لاستضافة المباريات في مدينة بلباو «من المستحيل الامتثال لها»، وبالتالي من الصعب السماح للجماهير بالحضور.  بعد أن تم استبعادهم من المدن المستضيفة، حَمَّلَ مجلس مدينة بلباو الاتحاد الأوروبي «المسؤولية المباشرة عن عدم تنظيم البوصلة في مدينتهم، وعاتب قرار إلغاء الاستضافة والذي كان قراراً من جانب واحد»، وهدد باتخاذ إجراءات قانونية للحصول على تعويض مالي لقاء ذلك الإلغاء.
كذلك في 23 أبريل 2021، أعلن الاتحاد الأوروبي عن ضمان السلطات المحلية «ما لا يقل عن 14500 متفرج» لحضور المباريات المقرر إقامتها في ميونخ، ومجموعها أربع مباريات. بالرغم من ذلك، أكد كل من حكومة بافاريا الإقليمية ووزارة الداخلية الاتحادية الألمانية موقفهما بعدم وجود مثل هذا الضمان، وسيعتمد حضور المتفرجين اعتماداً كلياً على حالة الجائحة الفعلية في وقت إقامة فعاليات البطولة في ألمانيا. بعدها بأيام قليلة، تراجع ألكسندر تشيفرين رئيس الاتحاد الأوروبي لكرة القدم عن موقفه في مقابلة مع إحدى الصحف الألمانية، نافياً أن يكون الاتحاد الأوروبي قد طالب بضمانات لحضور المتفرجين، وأقر بأن «السلطات المحلية هي من ستقرر قبل المباريات ما إذا كان سيسمح بحضور الجماهير أم لا».

### ملعب دور نصف النهائي والنهائي
هدد الاتحاد الأوروبي لكرة القدم بنقل نهائي يورو 2020 من العاصمة الإنجليزية لندن إلى العاصمة المجرية بودابست في حال لم ترفع السلطات البريطانية الحجر الصحي الإلزامي عن 2500 مسؤول وضيف رفيع المستوى في البطولة. وقد حدد الاتحاد الأوروبي ملعب بوشكاش أرينا كملعباً بديلاً في حال أصرت السلطات البريطانية على موقفها؛ حيث لا تشترط المجر أي قيود على القادمين من داخل منطقة الشنغن، ويمكنها استضافة المباريات بكامل طاقتها الإستعابية. وقال متحدث باسم الاتحاد المجري لكرة القدم قائلاً «إن الاتحاد مستعد لاستضافة أي حدث كروي رفيع المستوى». ومع ذلك التوتر، ظل الاتحاد الأوروبي لكرة القدم واثقًا من قدرة ملعب ويمبلي على استضافة المباراة النهائية، حيث ناقش الاتحاد الأوروبي وحكومة المملكة المتحدة قضية إعفاء الحجر الصحي (مدة 10 أيام) عن الجماهير، لكن لم يستبعد خيار تغيير المكان إذا احتاج الأمر. بصدد ذلك الأمر، صرح كيت مالثوس وزير الدولة للجريمة والشرطة قائلاً «إن الحكومة تبذل كل ما في وسعها لاستضافة المباراة النهائية».

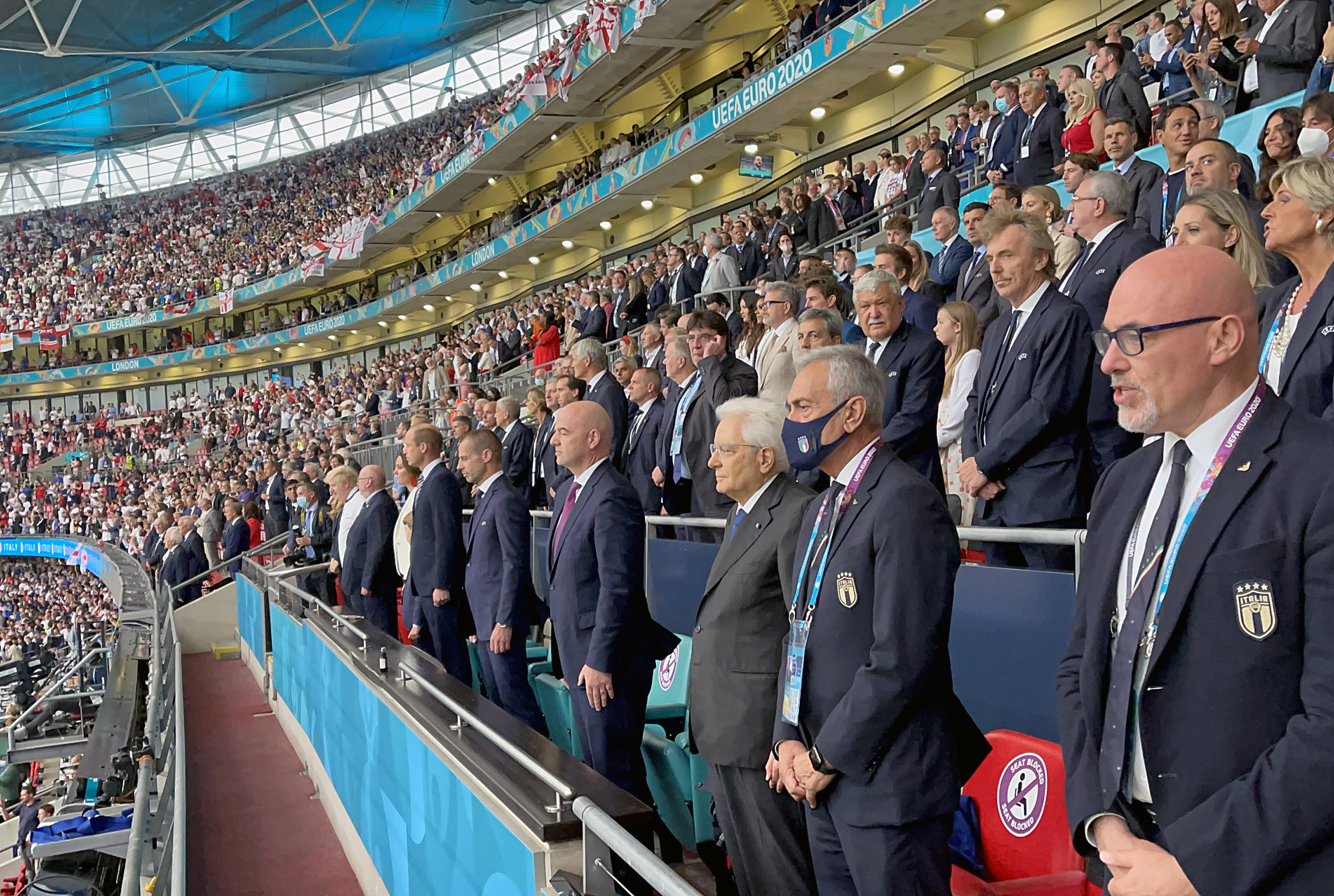
الحضور الرسمي في المباراة النهائية على ملعب ويمبلي، الرئيس الإيطالي سيرجيو ماتاريلا، رئيس الوزراء البريطاني بوريس جونسون، رئيس الفيفا جياني إنفانتينو ورئيس الويفا ألكسندر تشيفرين.

بينما صرح رئيس الوزراء بوريس جونسون بأنهم «سيحاولون تقديم ترتيبات معقولة للاتحاد الأوروبي لكرة القدم مع إعطاء الأولوية للصحة العامة». في جهة أخرى قال رئيس الوزراء الإيطالي ماريو دراجي «إن المباراة النهائية يجب أن تقام في روما بسبب ارتفاع حالات الإصابة فيروس كورونا في المملكة المتحدة.»
بعدها بأيام أعلن الاتحاد الأوروبي عن توصله لاتفاق مع الحكومة البريطانية بشأن ذلك الصدد. حيث تقرر السماح بحضور 60 ألف شخصا على الأقل، أكثر من 75% من سعة ملعب ويمبلي، لمباريات دور نصف النهائي ونهائي يورو 2020، مقارنة بـ22 ألف و500 شخصا حضروا لقاءات دور المجموعات. حيث كان من المقرر حضور 45 ألف مشجع في البداية في مباريات نصف نهائي ونهائي البطولة القارية. ذكرت صحيفة “صن” البريطانية أن الحكومة البريطانية توصلت لاتفاق مبدئي مع اليويفا على 3 شروط مهمة ستمكن ملعب “ويمبلي” من الاستمرار في استضافة مرحلتي نصف النهائي والنهائي. أول هذه الشروط، أن تتراوح الطاقة الاستيعابية للحضور الجماهيري في النهائي بـ”ويمبلي” بين 60 ألف و75 ألف متفرج، وليس كما هو الوضع الآن، حيث تبلغ نسبة الحضور الجماهيري 22 ألف مشجع. كذلك من المقرر أيضًا أن يسمح رئيس الوزراء بوريس جونسون لكبار الشخصيات بدخول البلاد لحضور النهائي في “ملعب ويمبلي” دون الحاجة إلى الحجر الصحي، ولكن سيكون عليهم المغادرة في غضون 24 ساعة من الوصول، كذلك سيتعين عليهم البقاء داخل بيئة معزولة ومنطقة آمنة صحيا يطلق عليها «الفقاعة» (بالإنجليزية: "bubbles")‏.

### تغييرات في بعض القوانين
في 31 مارس 2021، وافقت اللجنة التنفيذية للاتحاد الأوروبي لكرة القدم على السماح بخمسة تبديلات كحد أقصى، مع السماح بتبديل سادس في الوقت الإضافي. ولكن سيتم منح كل فريق ثلاث فرص فقط لإجراء التبديلات الخمسة، مع السماح بفرصة رابعة في الوقت الإضافي للتبديل السادس. مع استثناء التبديلات التي تم إجراؤها في الشوط الأول، وقبل بدء الشوط الإضافي، وما بين الشوطين الإضافيين. وقد سمح مجلس الاتحاد الدولي لكرة القدم باستخدام خمسة تبديلات خلال انتشار جائحة فيروس كورونا، بسبب الازدحام الناتج عن ضغط المباريات والذي خلق عبئًا ذهنياً وبدنياً أكبر على اللاعبين.
في بداية شهر أبريل من عام 2021، أعلن للاتحاد الأوروبي لكرة القدم عن نيته زيادة عدد لاعبين المنتخبات المشاركة لأكثر من 23 لاعبًا كما جرت العادة؛ وكان ذلك بعد محادثات حثيثة مع مدراء المنتخبات المشاركة والذين أبدوا تخوفهم من احتمالية تفشي فيروس كورونا، بالإضافة إلى تقليل إجهاد اللاعبين الناجم عن بسبب ضغط المباريات في الموسم السابق. في 27 أبريل 2021، أشيع بموافقة لجنة المسابقات بزيادة عدد لاعبين الفرق إلى 26 لاعباً. وفي 4 مايو 2021، أكدت اللجنة التنفيذية زيادة لاعبين المنتخبات المشاركة إلى 26 لاعباً. وعلى الرغم من ذلك، يتوجب على الفرق المشاركة تحديد 23 لاعبًا كحد أقصى على ورقة المباراة، بما يتماشى مع قوانين لعبة كرة القدم. كما أُعلن أنه بعد المباراة الأولى لكل فريق، سيتم السماح باستبدال حراس المرمى بسبب العجز البدني، حتى لو وجد حراس آخرون متاحون.

### قواعد خاصة بسبب الجائحة
في 4 مايو 2021 وافقت اللجنة التنفيذية للاتحاد الأوروبي لكرة القدم على قواعد خاصة للبطولة بسبب جائحة فيروس كورونا في أوروبا:
- إذا أتت نتائج فيروس كورونا إيجابية، وتطلب الأمر من وضع مجموعة من لاعبي الفريق في الحجر الصحي الإلزامي أو العزل الذاتي بعد قرار من السلطات الصحية، فمن الممكن لعب المباراة في حال توفر 13 لاعبًا على الأقل (بما في ذلك حارس مرمى واحد على الأقل).
- إذا لم يتمكن الفريق من توفير الحد الأدنى من اللاعبين بسبب اختبارات فيروس كورونا الإيجابية، فمن الممكن أن يتم إعادة جدولة المباراة في غضون 48 ساعة من التاريخ الأصلي للمباراة وذلك من قبل الاتحاد الأوروبي لكرة القدم، مع مراعاة قابلية تطبيق هذه الخيارات. بالإضافة إلى ذلك ، قد يعيد الاتحاد الأوروبي لكرة القدم تعيين المباراة التي أعيد جدولتها إلى ملعب بديل إذا احتاج الأمر.
- إذا تعذر إعادة جدولة المباراة لأي سبب من الأسباب، فإن هيئة الرقابة والأخلاق والانضباط في الاتحاد الأوروبي لكرة القدم ستبت في الأمر. الفريق المتسبب في عدم إقامة المباراة قد يعتبر خاسراً بنتيجة 3-0.
- إذا لزم استبدال أي عضو من طاقم الحكام المسؤولين بسبب اختبارات فيروس كورونا الإيجابية، فيمكن للاتحاد الأوروبي تعيين مسؤول مباراة طاقم استثنائي من نفس جنسية أحد المنتخبات المشاركة، وليس بالضرورة أن يكون مدرجاً بقائمة قائمة الحكام الدوليين للاتحاد الدولي لكرة القدم.

## التأهل

### التصفيات

خريطة المنتخبات المشاركة في يورو 2020.
منتخبات تأهلت
منتخبات أخفقت في التأهل

للمرة الأولى منذ عام بطولة أمم أوروبا 1976، لا يوجد تأهل مباشر لبطولة أمم أوروبا 2020، وبالتالي توجب على جميع المنتخبات الوطنية المسجلة في الاتحاد الأوروبي لكرة القدم (وعددها 55)؛ خوض غمار التصفيات الؤهلة لبطولة أمم أوروبا 2020، بما في ذلك المنتخبات الوطنية للمدن الـ12 التي من المقرر أن تقوم بلادها باحتضان المنافسات، في النهائية سيتأهل 24 منتخباً لبطولة أمم أوروبا 2020. نظراً لاختيار المدن المستضيفة في سبتمبر 2014، فإنه من الممكن مشاهدة فشل بعض الدول التي ستستضيف المنافسات من التأهل لبطولة من خلال التصفيات المؤهلة، والتي ستقام في الفترة ما بين 21 مارس 2019 و31 مارس 2020. تم إجراء قرعة تصفيات المؤهلة لبطولة أمم أوروبا 2020 في 2 ديسمبر 2018 في مركز المؤتمرات بمدينة دبلن عاصمة جمهورية أيرلندا.
بدأت مباريات التصفيات الأولية في شهر مارس من عام 2019، بدلاً من البدأ مباشرة في شهر سبتمبر بعد منافسات كأس العالم 2018، كما حدث في البطولات السابقة. ومن المقرر أن تنتهي التصفيات الأولية في شهر نوفمبر من نفس العام. خلالها سيتأهل 20 منتخباً للمشاركة في البطولة من أصل 24 منتخباً مشاركاً في البطولة. خلال التصفيات الأولية، سيخوض 55 منتخباً (بعد قبول الاتحاد الأوروبي لكرة القدم لعضوية كوسوفو، وبالتالي سمح لمنتخب كوسوفو المشاركة بالتصفيات) المنافسات؛ طامعين للحصول على بطاقة التأهل المباشر (20 منتخباً) من غير خوض غمار التصفيات التأهيلية الثانوية. قُسِّمَت المنتخبات الـ 55 المشاركة على 10 مجموعات (خمس مجموعات من خمسة فرق وخمس مجموعات من ستة فرق، مع الأخذ بالاعتبار في وضع المنتخبات الأربعة التي سبق وأن شاركت في نهائيات دوري الأمم الأوروبية 2019 في المجموعات التي تتكون من خمسة فرق). سيتأهل بطل المجموعة ووصيفها للبطولة بشكل مباشر دون خوض التصفيات التأهيلية الثانوية. من المقرر أن تلعب مباريات التصفيات في الأشهر التالية من عام 2019؛ مارس ويونيو وسبتمبر وأكتوبر ونوفمبر.
مع إنشاء دوري الأمم الأوروبية ابتداء من عام 2018، سيتم ربط دوري الأمم الأوروبية 2018–19 بتصفيات بطولة أمم أوروبا 2020، مما يتيح للبلدان مسارا ثانوياً وفرصة أخرى للتأهل لنهائيات كأس الأمم الأوروبية 2020. بحيث تتنافس من كل قسم 4 منتخبات لم تتأهل للبطولة، من خلال تصفيات تأهيلية ثانوية خاصة لكل قسم من الدوري، والتي ستُقام في مارس 2020. وسيتم تحديد المنتخبات الفائزة من خلال المباريات الفاصلة لكل قسم من الدوري، بفريقين الدور نصف النهائي «بمباراة واحدة» (أفضل فريق في المرتبة مقابل الفريق الذي يحتل المرتبة الرابعة، وثاني أفضل فريق في المرتبة مقابل الفريق الذي يحتل المرتبة الثالثة في الترتيب) ونهائي «بمباراة واحدة»، من المقرر أن ينضم 4 فرق إلى 20 فريقًا تأهلوا بالفعل لنهائيات كأس الأمم الأوروبية.

### المنتخبات المتأهلة
من بين الفرق الـ 24 المتأهلة لمنافسات البطولة، 19 منتخباً سبق وأن شارك في النسخة السابقة من بطولات أمم أوروبا. ومن بين هؤلاء المنتخبات منتخبا بلجيكا وإيطاليا، اللذان تأهلا بالعلامة الكاملة في التصفيات التأهيلية؛ حيث استطاعا الفوز بجميع مباريات التصفيات (10 انتصارات في 10 مباريات). ستشهد البطولة مشاركة حامل اللقب البرتغال، ومنتخب فرنسا بطل النسخة الأخيرة من كأس العالم. في المقابل تأهلت ألمانيا للبطولة للمرة ال13 على التوالي.
شهدت هذه النسخة مشاركة منتخبي فنلندا ومقدونيا الشمالية للمرة الأولى في تاريخهم، حيث لم يسبق وأن تأهل أحد منهم لأي بطولة قارية كبرى. واستطاعت اسكتلندا -أحد الدول المستضيفة- من التأهل لأول بطولة دولية كبرى لها منذ كأس العالم 1998، ولأول بطولة أوروبية لها منذ بطولة أمم أوروبا 1996. كذلك عادت كل من الدنمارك وهولندا بعد غيابهما عن نسخة بطولة أمم أوروبا 2016. يذكر أن هذه المشاركة هي الأولى للمنتخب الهولندي في أحد البطولات الكبرى منذ كأس العالم 2014. لأول مرة في تاريخها، استطاعت كل من النمسا والمجر وويلز وسلوفاكيا من التأهل للبطولتين متتاليتين بعد بطولة أمم أوروبا 2016. بينما فشلت كل من ألبانيا وآيسلندا وأيرلندا الشمالية وجمهورية أيرلندا ورومانيا من التأهل بعد ظهورها في بطولة أمم أوروبا 2016. يذكر أن منتخب اليونان والذي سبق له أن حقق لقب البطولة في يورو 2004 هو البطل الوحيد الذي فشل في التأهل لمنافسات هذه البطولة، وبهذا غاب اليونان عن آخر 3 بطولات كبرى؛ بطولتين في أمم أوروبا (2016 و2020) وبطولة كأس عالم 2018.
من بين 11 دولة مستضيفة، تمكنت سبعة دول منها من التأهل مباشرة لمنافسات البطولة بواسطة التصفيات التأهيلية، بينما تأهلت كل من المجر واسكتلندا من خلال المباريات الفاصلة. في المقابل تم إقصاء رومانيا في الدور نصف النهائي من الأدوار الفاصلة، وتم إقصاء أذربيجان كذلك في دور المجموعات في التصفيات. يذكر أن جمهورية أيرلندا التي تم إقصائها أيضًا في الدور نصف النهائي من التصفيات، كانت من بين الدول المستضيفة للبطولة، ولكن تم تجريدهم لاحقًا من حق الاستضافة بسبب عدم مقدرتهم على إعطاء ضمانات لحضور الجماهير مع الأخذ باشتراطات وتوصيات الجهات الصحية الخاصة بفيروس كورونا.
| المنتخب        | تأهل بصفته                  | تأهل في        | الظهور السابق في البطولة                                                    |
| -------------- | --------------------------- | -------------- | --------------------------------------------------------------------------- |
| بلجيكا         | بطل المجموعة ط              | 10 أكتوبر 2019 | 5 (1972، 1980، 1984، 2000، 2016)                                            |
| إيطاليا        | بطل المجموعة ي              | 12 أكتوبر 2019 | 9 (1968، 1980، 1988، 1996، 2000، 2004، 2008، 2012، 2016)                    |
| روسيا          | وصيف المجموعة ط             | 13 أكتوبر 2019 | 11 (1960، 1964، 1968، 1972، 1988، 1992، 1996، 2004، 2008، 2012، 2016)       |
| بولندا         | بطل المجموعة ز              | 13 أكتوبر 2019 | 3 (2008، 2012، 2016)                                                        |
| أوكرانيا       | بطل المجموعة ب              | 14 أكتوبر 2019 | 2 (2012، 2016)                                                              |
| إسبانيا        | بطل المجموعة و              | 15 أكتوبر 2019 | 10 (1964، 1980، 1984، 1988، 1996، 2000، 2004، 2008، 2012، 2016)             |
| تركيا          | وصيف المجموعة ن             | 14 نوفمبر 2019 | 4 (1996، 2000، 2008، 2016)                                                  |
| فرنسا          | بطل المجموعة ن              | 14 نوفمبر 2019 | 9 (1960، 1984، 1992، 1996، 2000، 2004، 2008، 2012، 2016)                    |
| إنجلترا        | بطل المجموعة أ              | 14 نوفمبر 2019 | 9 (1968، 1980، 1988، 1992، 1996، 2000، 2004، 2012، 2016)                    |
| جمهورية التشيك | وصيف المجموعة أ             | 14 نوفمبر 2019 | 9 (1960، 1976، 1980، 1996، 2000، 2004، 2008، 2012، 2016)                    |
| فنلندا         | وصيف المجموعة ي             | 15 نوفمبر 2019 | 0 (لم تتأهل سابقاً)                                                          |
| السويد         | وصيف المجموعة و             | 15 نوفمبر 2019 | 6 (1992، 2000، 2004، 2008، 2012، 2016)                                      |
| كرواتيا        | بطل المجموعة ر              | 16 نوفمبر 2019 | 5 (1996، 2004، 2008، 2012، 2016)                                            |
| النمسا         | وصيف المجموعة ز             | 16 نوفمبر 2019 | 2 (2008، 2016)                                                              |
| هولندا         | وصيف المجموعة ج             | 16 نوفمبر 2019 | 9 (1976، 1980، 1988، 1992، 1996، 2000، 2004، 2008، 2012)                    |
| ألمانيا        | بطل المجموعة ج              | 16 نوفمبر 2019 | 12 (1972، 1976، 1980، 1984، 1988، 1992، 1996، 2000، 2004، 2008، 2012، 2016) |
| البرتغال       | وصيف المجموعة ب             | 17 نوفمبر 2019 | 7 (1984، 1996، 2000، 2004، 2008، 2012، 2016)                                |
| سويسرا         | بطل المجموعة د              | 18 نوفمبر 2019 | 4 (1996، 2004، 2008، 2016)                                                  |
| الدنمارك       | وصيف المجموعة د             | 18 نوفمبر 2019 | 8 (1964، 1984، 1988، 1992، 1996، 2000، 2004، 2012)                          |
| ويلز           | وصيف المجموعة ر             | 19 نوفمبر 2019 | 1 (2016)                                                                    |
| مقدونيا        | الفائز بالتصفيات النهائية د | 12 نوفمبر 2020 | 0 (لم تتأهل سابقاً)                                                          |
| المجر          | الفائز بالتصفيات النهائية أ | 12 نوفمبر 2020 | 3 (1964، 1972، 2016)                                                        |
| سلوفاكيا       | الفائز بالتصفيات النهائية ب | 12 نوفمبر 2020 | 1 (2016)                                                                    |
| إسكتلندا       | الفائز بالتصفيات النهائية ج | 12 نوفمبر 2020 | 2 (1992، 1996)                                                              |

1. ↑  الخط المائل يشير إلى أحد المنتخبات الإثنى عشر المستضيفة والتي ستحتضن البطولة.
2. ↑  الخط العريض يشر إلى سنة التتويج باللقب الخط المائل يشير إلى سنة الاستضافة.
3. ↑  من عام 1960 حتى عام 1988، شاركت روسيا تحت اسم الاتحاد السوفيتي، وفي عام 1992 شاركت تحت اسم رابطة الدول المستقلة.
4. ↑  منذ عام 1960 ولغاية 1980، شارك منتخب جمهورية التشيك تحت اسم منتخب تشيكوسلوفاكيا.
5. ↑  منذ عام 1972 ولغاية 1988، شارك منتخب ألمانيا تحت اسم منتخب ألمانيا الغربية.

## الملاعب
تم الإعلان عن الملاعب المرشحة لاستضافة المنافسات من قبل الاتحاد الأوروبي لكرة القدم في 19 سبتمبر 2014: بعدها بزمن، أزالت اللجنة التنفيذية في الاتحاد الأوروبي لكرة القدم مدينة بروكسل البلجيكية من المدن المستضيفة في 7 ديسمبر 2017 بسبب التأخير في بناء ملعب اليورو. وكان قد المفترض أن تقام 4 مباريات (مرحلة المجموعات الثلاثة، جولة واحدة من 16) في مدينة بروكسل. هذا الأمر أجبر اللجنة التنفيذية في الاتحاد الأوروبي على نقل تلك المباريات الأربعة لملعب ويمبلي، والذي كان من المفترض أن يستضيف 3 مباريات فقط (مبارتي دور النصف النهائي بالإضافة للمباراة النهائية)، وبهذا ستستضيف العاصمة الإنجليزية لندن ما مجموعة 7 مباريات (3 في دور المجموعات، 1 في دور الـ16، 2 في دور نصف النهائي بالإضافة للمباراة النهائية). في 7 ديسمبر 2017، أُعلن أيضًا عن استضافة ملعب أولمبيكو في روما للمباراة الافتتاحية في حال تأهل منتخب إيطاليا للمنافسات –وهو ما حدث فعلاً– متوفقة على كل من أمستردام وغلاسكو وسانت بطرسبرغ.
من بين 12 مدينة تم اختيارها، لم تستضف ثمان مدن منافسات البطولة من قبل، وهي كل من: باكو وسانت بطرسبرغ وكوبنهاغن وبوخارست ودبلن (على الرغم من استاضفة إسبانيا لمنافسات كأس أمم أوروبا 1964، لم تكن بلباو من ضمن المدن المنظمة) وبلباو وبودابست وغلاسكو. كذلك سبع من الدول المستضيفة. كذلك من بين 12 دولة تم اختيارها، لم تستضف سبعة دول منافسات البطولة من قبل، وهي كل من: أذربيجان والدنمارك والمجر ورومانيا وجمهورية أيرلندا وروسيا واسكتلندا. أيضاً من بين 12 ملعب تم اختياره، استضاف ملعبان فقط نهائي كأس الأمم الأوروبية من قبل: ملعب أولمبيكو (مرتين في نهائي يورو 1968 ونهائي يورو 1980) وأمستردام أرينا (مرة في نهائي يورو 2000). بينما استضاف ملعب ويمبلي القديم نهائي بطولة أمم أوروبا 1996، لكن وبسبب هدم الملعب القديم وتجديده، تم تصنيف ملعب ويمبلي القديم على أنه استاد مختلف عن ملعب ويمبلي الحالي.

### قائمة الملاعب
| لندن               | روما            | لندن روما ميونخ باكو سانت بطرسبرغ بودابست إشبيلية بوخارست أمستردام غلاسكو كوبنهاغنبطولة أمم أوروبا 2020 (أوروبا) | لندن روما ميونخ باكو سانت بطرسبرغ بودابست إشبيلية بوخارست أمستردام غلاسكو كوبنهاغنبطولة أمم أوروبا 2020 (أوروبا) | ميونخ         |
| ------------------ | --------------- | --- | --- | ------------- |
| ملعب ويمبلي        | ملعب أولمبيكو   | لندن روما ميونخ باكو سانت بطرسبرغ بودابست إشبيلية بوخارست أمستردام غلاسكو كوبنهاغنبطولة أمم أوروبا 2020 (أوروبا) | لندن روما ميونخ باكو سانت بطرسبرغ بودابست إشبيلية بوخارست أمستردام غلاسكو كوبنهاغنبطولة أمم أوروبا 2020 (أوروبا) | أليانز أرينا  |
| السعة: 90,000      | السعة: 70,634   | لندن روما ميونخ باكو سانت بطرسبرغ بودابست إشبيلية بوخارست أمستردام غلاسكو كوبنهاغنبطولة أمم أوروبا 2020 (أوروبا) | لندن روما ميونخ باكو سانت بطرسبرغ بودابست إشبيلية بوخارست أمستردام غلاسكو كوبنهاغنبطولة أمم أوروبا 2020 (أوروبا) | السعة: 70,000 |
|                    |                 | لندن روما ميونخ باكو سانت بطرسبرغ بودابست إشبيلية بوخارست أمستردام غلاسكو كوبنهاغنبطولة أمم أوروبا 2020 (أوروبا) | لندن روما ميونخ باكو سانت بطرسبرغ بودابست إشبيلية بوخارست أمستردام غلاسكو كوبنهاغنبطولة أمم أوروبا 2020 (أوروبا) |               |
| باكو               | سانت بطرسبرغ    | لندن روما ميونخ باكو سانت بطرسبرغ بودابست إشبيلية بوخارست أمستردام غلاسكو كوبنهاغنبطولة أمم أوروبا 2020 (أوروبا) | لندن روما ميونخ باكو سانت بطرسبرغ بودابست إشبيلية بوخارست أمستردام غلاسكو كوبنهاغنبطولة أمم أوروبا 2020 (أوروبا) | بودابست       |
| ملعب باكو الأولمبي | ملعب كريستوفسكي | لندن روما ميونخ باكو سانت بطرسبرغ بودابست إشبيلية بوخارست أمستردام غلاسكو كوبنهاغنبطولة أمم أوروبا 2020 (أوروبا) | لندن روما ميونخ باكو سانت بطرسبرغ بودابست إشبيلية بوخارست أمستردام غلاسكو كوبنهاغنبطولة أمم أوروبا 2020 (أوروبا) | بوشكاش أرينا  |
| السعة: 68,700      | السعة: 68,134   | لندن روما ميونخ باكو سانت بطرسبرغ بودابست إشبيلية بوخارست أمستردام غلاسكو كوبنهاغنبطولة أمم أوروبا 2020 (أوروبا) | لندن روما ميونخ باكو سانت بطرسبرغ بودابست إشبيلية بوخارست أمستردام غلاسكو كوبنهاغنبطولة أمم أوروبا 2020 (أوروبا) | السعة: 67,215 |
|                    |                 | لندن روما ميونخ باكو سانت بطرسبرغ بودابست إشبيلية بوخارست أمستردام غلاسكو كوبنهاغنبطولة أمم أوروبا 2020 (أوروبا) | لندن روما ميونخ باكو سانت بطرسبرغ بودابست إشبيلية بوخارست أمستردام غلاسكو كوبنهاغنبطولة أمم أوروبا 2020 (أوروبا) |               |
| إشبيلية            | بوخارست         | أمستردام | غلاسكو | كوبنهاغن      |
| ملعب لا كارتوخا    | الملعب الوطني   | يوهان كرويف أرينا                                                                                                | هامبدن بارك | ملعب باركن    |
| السعة: 60,000      | السعة: 55,600   | السعة: 54,990 | السعة: 51,866 | السعة: 38,065 |
|                    |                 | | |               |

### مستضيفو مرحلة المجموعات
ستستضيف كل مدينة ثلاث مباريات من مباريات مرحلة المجموعات، بالإضافة لمباراة واحدة في دور الـ16 أو ربع النهائي. فيما يلي تقسيم الملاعب الـ 12 للملاعب:
- دور المجموعات، دور الـ16، لنصف النهائي والنهائي: لندن (إنجلترا)
- مرحلة المجموعات ودور ربع النهائي: ميونخ (ألمانيا)، باكو (أذربيجان)، سانت بطرسبرغ (روسيا)، روما (إيطاليا)
- مرحلة المجموعات ودور الـ16: كوبنهاغن (الدنمارك)، بوخارست (رومانيا)، أمستردام (هولندا)، دبلن (جمهورية أيرلندا)، بلباو (إسبانيا)، بودابست (المجر)، بروكسل (بلجيكا)، غلاسكو (اسكتلندا)

تم تقسيم المدن المستضيفة إلى ستة مجموعات مختلفة (كل مجموعة تحتوي على زوجين من المدن)، بناءاً على القوة الرياضية (مع افتراض تأهل جميع الفرق المضيفة)، والاعتبارات الجغرافية، والقيود الأمنية/السياسية. تم تحديد المدن عن طريق السحب العشوائي الذي تم في 7 ديسمبر 2017. وبناءاً عليه، ستلعب كل دولة مستضيفة ما لا يقل عن مباراتين في الملعب الخاص بها. كانت نتيجة القرعة على النحو التالي:
- المجموعة أ: روما (إيطاليا) وباكو (أذربيجان)
- المجموعة ب: سانت بطرسبرغ (روسيا) وكوبنهاغن (الدنمارك)
- المجموعة ج: أمستردام (هولندا) وبوخارست (رومانيا)
- المجموعة د: لندن (إنجلترا) وغلاسكو (اسكتلندا)
- المجموعة ر: بلباو (إسبانيا) ودبلن (جمهورية أيرلندا)
  - تغيرت لاحقًا إلى إشبيلية (إسبانيا) وسانت بطرسبرغ (روسيا)[ا]
- المجموعة س: ميونخ (ألمانيا) وبودابست (المجر)

من المعلوم تماماً أن في من أول 6 مجموعات من منافسات تصفيات بطولة أمم أوروبا 2020، هناك منتخبي من المنتخبات الإثنى عشر والتي ستشارك في تنظيم منافسات البطولة، وذلك من أجل تسهيل مهمة تحديد المنتخب الذي سيلعب مبارياته على أرضه. لذلك قرر الاتحاد الأوروبي لكرة القدم تطبيق عدة المعايير التالية لتحديد المباريات التي ستلعب في أرض المنتخبات المستضيفة في حال وقوع منتخبين مستضيفين للمنافسات في مجموعة واحدة:
- إذا تأهل فريقين مستضيفين كلاهما بشكل مباشر لدور المجموعات أو تأهلا لدور الـ16، فسيتم اللجوء للقرعة لتحديد الفريق المنتخب الذي سيلعب مبارياته في ملعبه الخاص به (3 مباريات في دور المجموعات، ومبارتين في دور الـ16).
- إذا تأهل أحد الفريقين المستضيفين بشكل مباشر لدور المجموعات، وتأهل الآخر بواسطة المباريات الإقصائية، ثم صادف وتأهلا جميعاً لدور الـ16، فسيلعب الفريق الذي تأهل بشكل مباشر جميع مباريات دور المجموعات على أرضه، بينما سيلعب الفريق الذي تأهل بواسطة المباريات الإقصائية مبارتي دور الـ16 على أرضه.
- إذا تأهل أحد الفريقين المستضيفين لدور الـ16، بينما فشل الآخر في التأهل، فسيأخذ الفريق المتأهل حق الفريق الذي فشل في التأهل في لعب مبارياته على أرضه، مما يعني أنه سيلعب جميع مباريات دور المجموعات ودور الـ16 على أرضه.
- إذا تقدم فريق مضيف إلى المباريات الفاصلة، وتم استبعاد الآخر تمامًا، فسوف يلعب الفريق المضيف في المباريات الفاصلة، إذا كان مؤهلاً، جميع مباريات مرحلة المجموعات الثلاثة في المنزل.
- لا يوجد ضرورة وحاجة في حالة فشل كلا الفريقين المستضيفين من التأهل للبطولة.
- إذا أخفق أحد الفريقين المستضيفين في عبور دور الـ16، فإن الفريق الفائز سيأخذ مكان الفريق المستضيف الخاسر، وسيتم تطبيق القواعد التي تم ذكرها سابقاً.

وفي حال احتاج الأمر لعمل قرعة، فسيتم السحب القرعة –إذا لزم الأمر– في تاريخ 22 نوفمبر 2019، وتحديداً في الساعة 12:00 بتوقيت وسط أوروبا، في مقر الاتحاد الأوروبي لكرة القدم في نيون بسويسرا. وفيها سيتم تجهيز كرتين، بحيث يستضيف المنتخب الذي تم اختياره لمباريات دور المجموعات الثلاث.
| المجموعة | المستضيف        | وضعية الدولة                    | تعادل؟ | عدد المباريات على أرض المستضيف | عدد المباريات على أرض المستضيف |
| المجموعة | المستضيف        | وضعية الدولة                    | تعادل؟ | 3 مباريات                      | مبارتين                        |
| -------- | --------------- | ------------------------------- | ------ | ------------------------------ | ------------------------------ |
| أ        | أذربيجان        | تم إقصاءه في دور المجموعات      | لا     | إيطاليا                        | غ/م                            |
| أ        | إيطاليا         | تأهل بشكل مباشر للنهائيات       | لا     | إيطاليا                        | غ/م                            |
| ب        | الدنمارك        | تأهل بشكل مباشر للنهائيات       | نعم    | الدنمارك                       | روسيا                          |
| ب        | روسيا           | تأهل بشكل مباشر للنهائيات       | نعم    | الدنمارك                       | روسيا                          |
| ج        | هولندا          | تأهل بشكل مباشر للنهائيات       | لا     | هولندا                         | غ/م                            |
| ج        | رومانيا         | تم إقصاءه في التصفيات التأهيلية | لا     | هولندا                         | غ/م                            |
| د        | إنجلترا         | تأهل بشكل مباشر للنهائيات       | لا     | إنجلترا                        | إسكتلندا                       |
| د        | إسكتلندا        | تأهل بواسطة التصفيات التأهيلية  | لا     | إنجلترا                        | إسكتلندا                       |
| ر        | جمهورية أيرلندا | تم إقصاءه في التصفيات التأهيلية | لا     | إسبانيا                        | غ/م                            |
| ر        | إسبانيا         | تأهل بشكل مباشر للنهائيات       | لا     | إسبانيا                        | غ/م                            |
| س        | ألمانيا         | تأهل بشكل مباشر للنهائيات       | لا     | ألمانيا                        | المجر                          |
| س        | المجر           | تأهل بواسطة التصفيات التأهيلية  | لا     | ألمانيا                        | المجر                          |

1. 1 2  في أبريل 2021، تمت سحب مدينة دبلن من المدن المستضيفة للبطولة، وتم اختيار سانت بطرسبرغ للعب مباريات دور المجوعات، والتي كانت من المقرر أن تلعب في دبلن.

### محدودية الحضور الجماهيري
بسبب انتشار جائحة فيروس كورونا في أوروبا وبسبب قيود المبذولة لمنع التجمعات العامة، أصبحت العديد من المدن غير قادرة على العمل بكامل طاقتها. ولذك طلب الاتحاد الأوروبي لكرة القدم من الدول المستضيفة بالتعاون مع سلطاتها الصحية والوطنية لوضع خطة طوارئ تتناسب مع طبيعة انتشار المرض في كل بلد. ففي 9 أبريل 2021، أعلن الاتحاد الأوروبي لكرة القدم أن 8 مدن من أصل 12 مدينة قد أتمت خطتها وعدلت من الطاقة الاستيعابية لملاعبها، وتراوح معدل الحضور الجماهيري ما بين 25٪ إلى 100٪ من الطاقة الاستيعابية القصوى. ثم منح الاتحاد الأوروبي الأربعة مدن المتبقين (بلباو ودبلن وميونخ وروما) تمديدًا لغاية 23 أبريل 2021 لتحديد قدراتهم الاستيعابية. في 14 أبريل 2021، أعلن الاتحاد الأوروبي عن انتهاء العاصمة الإيطالية روما من تحديد قدرتها الاستيعابية. وفي 23 أبريل 2021، تم تحديد القدرة الاستيعابية الخاصة بمعلب أليانز أرينا في مدينة ميونخ؛ كذلك تم استبدال مدينة بلباو بمدنية إشبيلية في إسبانيا، مما ضمن الحضور الجماهيري وفقاً لضوابط السلطات الصحية هناك. بالإضافة إلى تلك التغيرات، تمت إزالة مدينة دبلن من المدن المستضيفة بعد فشلها في ضمان الحضور الجماهيري في فترة إقامة فعاليات البطولة.
| البلد    | المدينة      | الملعب             | السعة الإستعابية | لسعة المسموح بها |
| -------- | ------------ | ------------------ | ---------------- | --- |
| هولندا   | أمستردام     | يوهان كرويف أرينا  | 54,990           | ما لا يقل عن 33.3٪ (حوالي 16000) ، قابلة للزيادة المحتملة.                                                                  |
| أذربيجان | باكو         | ملعب باكو الأولمبي | 68,700           | 50% (ما يقرب من 34350)، مع عدم السماح للمشاهدين الأجانب، بخلاف مواطني الفرق المشاركة.                                       |
| رومانيا  | بوخارست      | الملعب الأولمبي    | 55,600           | 25٪ على الأقل (حوالي 13000) ، قابلة للزيادة المحتملة.                                                                       |
| المجر    | بودابست      | بوشكاش أرينا       | 67,215           | السعة الكاملة ، مع مراعاة استيفاء المتفرجين لمتطلبات الدخول الصارمة إلى الملعب.                                             |
| الدنمارك | كوبنهاغن     | ملعب باركن         | 38,065           | 40٪ (حوالي 15900) للمباراة الأولى ضد فنلندا، 67٪ (حوالي 25000) للمباريات المتبقية في دور المجموعات ودور الـ16 (دور الثاني). |
| إسكتلندا | غلاسكو       | هامبدن بارك        | 51,866           | 25٪ (حوالي 12000). |
| إنجلترا  | لندن         | ملعب ويمبلي        | 90,000           | ما لا يقل عن 25٪ (حوالي 22500) لمرحلة المجموعات ودور الستة عشر ، مع احتمال زيادة نصف النهائي والنهائي.                      |
| ألمانيا  | ميونخ        | أليانز أرينا       | 70,000           | حوالي 20% (14,000). |
| إيطاليا  | روما         | ملعب أولمبيكو      | 70,634           | 25٪ على الأقل (حوالي 17659) قابلة للزيادة المحتملة.                                                                         |
| روسيا    | سانت بطرسبرغ | ملعب كريستوفسكي    | 68,134           | 50٪ على الأقل (حوالي 34،067) قابلة للزيادة المحتملة.                                                                        |
| إسبانيا  | إشبيلية      | ملعب لا كارتوخا    | 60,000           | 30٪ (حوالي 18000). |

### معسكرات المنتخبات
يحق لكل منتخب مشارك من اختيار معسكره الخاصة به؛ وهو المكان مخصص لسكن وتدريب المنتخبات المشاركة. وبسبب إقامة البطولة في 11 دولة مختلفة، فإن تلك الفرق ستسافر مسافة بعيدة عن قواعدها للعب المباريات؛ وهو أمر لم يسبق أن حدث في بطولات أمم أوروبا السابقة. أعلن الاتحاد الأوروبي لكرة القدم في 27 يناير 2020 عن المعسكرات الأساسية للمنتخبات العشرين التي تأهلت بشكل مباشرة لنهائيات البطولة. ثم تم الإعلان عن المعسكرات الأساسية للفرق المتبقية من بعد المباريات الفاصلة في عام 2021.
- النمسا: في زيفيلد، النمسا.
- بلجيكا: في توبيز، بلجيكا.
- كرواتيا: في روفينج، كرواتيا.[ا]
- جمهورية التشيك: في براغ، جمهورية التشيك.[ب]
- الدنمارك: في هيليسينكور، الدنمارك.
- إنجلترا: في بيرتون أبون ترينت، إنجلترا.
- فنلندا: في ريبينو، سانت بطرسبرغ، روسيا.
- فرنسا: في كليرفونتين أون إيفلين، فرنسا.
- ألمانيا: في هرتسوغن آوراخ، ألمانيا.
- المجر: في تيلكي، هنغاريا.
- إيطاليا: في كوفرتشيانو، فلورنسا، إيطاليا،
- هولندا: في زايست، هولندا.
- مقدونيا: في بوخارست، رومانيا.
- بولندا: في سوبوت، بولندا.[ج]
- البرتغال: في بودابست، المجر.
- روسيا: في نوفوغورسك، خيمكي، روسيا.
- إسكتلندا: في هورورث أون تيز، إنجلترا[131]
- سلوفاكيا: في سانت بطرسبرغ، روسيا.[د]
- إسبانيا: في لاس روزاس دي مدريد، إسبانيا.
- السويد: في غوتنبرغ، السويد.[ه]
- سويسرا: في روما، إيطاليا.
- تركيا: في باكو، أذربيجان.
- أوكرانيا: في بوخارست، رومانيا.
- ويلز: في باكو، أذربيجان.

؛ملاحظات
1. ↑  كان من المفترض أن يكون في سنت أندروز باسكتلندا،[127] لكنها نقلت من هناك بسبب قيود الحجر الصحي لكوفيد 19 في اسكتلندا.[129]
2. ↑  كان من المفترض أن يكون في كوري في العاصمة الإسكتلندية إدنبرة،[127] لكنها نقلت من هناك بسبب قيود الحجر الصحي لكوفيد 19 في اسكتلندا.[130]
3. ↑  في البداية كان في بورتمارنوك بجمهورية أيرلندا[127]
4. ↑  كان من المقرر أن يكون المعسكر في كاسلنوك بجمهورية ايرلندا[132][133]
5. ↑  في البداية كان في ماينوث بجمهورية أيرلندا[127]

## القرعة

### ملخص عام
تم سحب القرعة النهائية لمنافسات البطولة في الساعة 18:00 بتوقيت وسط أوروبا (19:00 توقيت شرق أوروبا) مساء يوم السبت الموافق 30 نوفمبر 2019، في مركز المؤتمرات بروميكسبو القريب من العاصمة الرومانية بوخارست. عندئذ سيتم توزيع المنتخبات الـ 24 المشاركة على ست مجموعات مكونة من أربعة فرق. في ذلك الوقت، سيكون قد تم حسم 20 مقعداً من مقاعد التأهل، بينما ستحسم المقاعد الأربعة الأخيرة للنهائيات، بناء على مباريات الأدوار النهائية للتصفيات (مباراتا دور نصف نهائي ومباراة نهائية) في كل من المستويات الأربع لدوري الأمم الأوروبية والتي ستقام في مارس من عام 2020، ما يؤدي إلى تأهل أفضل أربعة منتخبات من كل مستوى، وليصبح مجموع المتأهلين 24 منتخباً. خلال القرعة سيتم تطبيق المعايير التالية:
- يتم تصنيف الفرق المتأهلة وفقًا للترتيب العام استناداً إلى نتائج المنتخبات المشاركة في تصفيات بطولة أمم أوروبا 2020، مع مراعاة تطبيق بعض التعديلات اللازمة في حال تم أكثر من بلد مستضيف في نفس التصنيف.
- بالنسبة للفرق المستضيفة التي تأهلت، أو قد تتأهل من خلال المباريات الفاصلة، سيتم تقسيمها إلى المجموعات بناءً على أزواج من المدن المستضيفة، كما هو مبين في السابق.
- إذا تبقى هناك مجموعات لم تنتهي قبل موعد القرعة في 30 نوفمبر 2019، فسيتم إجراء قرعة أخرى بعد المباريات الفاصلة بتاريخ 1 أبريل 2020.

بناءً على الترتيب العام في تصفيات بطولة أمم أوروبا 2020، فإن تقسيم التصنيف سيتكون من 6 منتخبات على النحو التالي:
- الترتيب الأول: الفائزون بالمجموعة في المرتبة 1–6.
- الترتيب الثاني: الفائزون بالمجموعة في المرتبة 7–10، في المركز الثاني في المجموعة 1–2.
- الترتيب الثالث: المركز الثاني في المجموعة الثالثة 3–8.
- الترتيب الرابع: المركز الثاني في المجموعة 9–10، بالإضافة إلى الأربعة الفائزون في المباريات الفاصلة.

لا يمكن لمنتخبين مستضيفين أن يكونا في نفس وعاء التصنيف، فبالتالي بإمكان الاتحاد الأوروبي لكرة القدم أن يقوم بعدة تعديلات إذا لزم الأمر، بحيث يحتمل تعديل أحد الأمور (سيتم الأخذ بالتغيير الذي يصاحبه أقل تغيير في توزيع الفرق على أوعية التصنيف):
- سيتم نقل أحد الفريقين ذو التصنيف الأعلى إلى وعاء تصنيف أعلى مما كان عليه، وسيتم نقل الفريق صاحب التصنيف المنخفض في ذلك الوعاء، إلى الوعاء الأقل منه. (تم نقل الفريق أ من الوعاء الثالث إلى الوعاء الثاني، أصبح الوعاء الثاني يمتلك فرق أكثر، مما يستلزم نقل أقل الفرق تصنيفاً في الوعاء الثاني إلى الوعاء الثالث بدلاً من الفريق أ.)
- سيتم نقل أحد الفريقين ذو التصنيف المنخفض إلى وعاء تصنيف أقل مما كان عليه، وسيتم نقل الفريق صاحب التصنيف الأعلى في ذلك الوعاء، إلى الوعاء أعلى منه.

ستبدأ عملية سحب القرعة بالسحب من الوعاء الأول انتهاءاً بالوعاء الرابع للتصنيف. وبحسب ترتيب سيتم إدراج أول المسحوبين من كل وعاء في مجموعة، ثم ستتم عملية سحب قرعة أخرى لتحديد موقع الفرق الأربع في المجموعة الواحدة (لتحديد جدول المباريات). أثناء عملية سحب القرعة، سيتم تطبق الشروط التالية:
- التوزيع التلقائي للفرق المستضيفة: سيتم توزيع الفرق المضيفة التي تأهلت للبطولة بشكل مباشر أو من خلال التصفيات التأهيلية، تلقائيًا كل إلى مجموعته حسب شروط الاتحاد الأوروبي لكرة القدم.
- المواجهات المحظورة: لأسباب معظمها سياسية، قرر الاتحاد الأوروبي لكرة القدم منع مواجهة بعض الفرق لبعضها البعض منعاً لحدوث اشتباكات متوقعة. بالإضافة إلى استحالة وقوع تلك الفرق مع بعضها البعض في مجموعة واحدة، كذلك منع الاتحاد الأوروبي لكرة القدم من انضمام الفرق الزائرة، من الانضمام إلى مجموعة تضم بلدًا مضيفًا يتصادمون معه. تنطبق هذه السياسة على عدة مواجهات؛ أرمينيا / أذربيجان (البلد المضيف)، جبل طارق/إسبانيا (البلد المضيف)، كوسوفو/البوسنة والهرسك، كوسوفو/ صربيا، روسيا (البلد المضيف)/ أوكرانيا. في 18 أكتوبر 2019، أعلن الاتحاد الأوروبي لكرة القدم أنه لن يتصادم كل من منتخب كوسوفو وروسيا ضد بعضهما البعض في أي من مسابقات الاتحاد الأوروبي المستقبلية حتى إشعار آخر.[140]

سيتم تحديد جدول المباريات لدور المجموعات بناءً على القرعة، على النحو التالي:
- ملاحظة: لا تستخدم قرعة ترتيب المباريات في المجموعة الواحدة أي تصنيف للمنتخبات، لكن بدلاً من ذلك يستخدم الترتيب. (الفريق صاحب الرقم 1 في المجموعة، ليس بالضرورة أن يكون من التصنيف الأول، وهكذا)

### التصنيف
- فيما يلي تصنيف المنتخبات المشاركة:[141]

| المنتخب  | مستضيف     | الترتيب |
| -------- | ---------- | ------- |
| بلجيكا   |            | 1       |
| إيطاليا  | المجموعة أ | 2       |
| إنجلترا  | المجموعة د | 3       |
| ألمانيا  | المجموعة س | 4       |
| إسبانيا  | المجموعة ر | 5       |
| أوكرانيا |            | 6       |

| المنتخب | مستضيف     | الترتيب |
| ------- | ---------- | ------- |
| فرنسا   |            | 7       |
| بولندا  |            | 8       |
| سويسرا  |            | 9       |
| كرواتيا |            | 10      |
| هولندا  | المجموعة ج | 11      |
| روسيا   | المجموعة ب | 12      |

| المنتخب        | مستضيف     | الترتيب |
| -------------- | ---------- | ------- |
| البرتغال       |            | 13      |
| تركيا          |            | 14      |
| الدنمارك       | المجموعة ب | 15      |
| النمسا         |            | 16      |
| السويد         |            | 17      |
| جمهورية التشيك |            | 18      |

| المنتخب                       | مستضيف                  | الترتيب |
| ----------------------------- | ----------------------- | ------- |
| ويلز                          |                         | 19      |
| فنلندا                        |                         | 20      |
| الفائز من التصفيات النهائية أ | المجموعة ج & المجموعة س | —       |
| الفائز من التصفيات النهائية ب | المجموعة ر              | —       |
| الفائز من التصفيات النهائية ج | المجموعة د              | —       |
| الفائز من التصفيات النهائية د |                         | —       |

1. 1 2  لا يمكن أن تلعب أوكرانيا في نفس المجموعة التي تنتمي إليها روسيا (مستضيف المجموعة ب)، بسبب الأوضاع الساسية بناءاً على قرار الاتحاد الأوروبي لكرة القدم، كذلك بسبب عدم قدرة أوكرانيا على استضافة منافسات المجموعة في المجموعات الأربعة الأخرى، فقد قرر اليوفيا أن يجعل أوكرانيا في المجموعة ج، وبلجيكا في المجموعة ب.
2. ↑  ستكون هوية المنتخبات الأربعة التي لم تتأهل بعد، غير معروفة في وقت عملية السحب.
3. ↑  تتنافس رومانيا (مستضيف المجموعة ج) والمجر (مضيف المجموعة س) في التصفيات التمهيدية في المسار أ ، وبالتالي تم أعلان أن فائز بالمسار أ إلى سيلعب في إحدى المجموعتين (المجموعة ج والمجموعة س). مع التنبيه أنه في في حال تأهل منتخب رومانيا، فإن الفائز من مرحلة التصفيات النهائية د سيكون تلقائياً في المجموعة س. وإذا لم يحدث هذا الأمر، فإن الفائز مرحلة التصفيات النهائية أ سيصبح الفريق الرابع في المجموعة س.
.
4. ↑  جمهورية أيرلندا (مستضيف المجموعة ر) تتنافس ضمن المسار ب في التصفيات النهائية، وبالتالي تم تعيين فائز بالمسار ب في المجموعة ر. ^
5. ↑  اسكتلندا (مستضيف المجموعة ج) تتنافس ضمن المسار ج في التصفيات النهائية، وبالتالي تم تعيين فائز بالمسار ج في المجموعة د.
6. ↑  تم دمج المسار أ والمسار د في في التصفيات النهائية. وبالتالي تم إقرار أن المنتخب الفائز بالمسار ج سيلعب في رحدى مجموعتين (المجموعة ج والمجموعة س).

### القرعة النهائية
أدت عملية السحب إلى إفراز المجموعات التالية (الفرق في  بالخط المائل هي الفرق التي تأهلت بعد فوزها بالتصفيات النهائية ولم تكن تكن هويتهم معروفة في وقت سحب القرعة النهائية).
| الترتيب | المنتخب |
| ------- | ------- |
| A1      | تركيا   |
| A2      | إيطاليا |
| A3      | ويلز    |
| A4      | سويسرا  |

| الترتيب | المنتخب  |
| ------- | -------- |
| B1      | الدنمارك |
| B2      | فنلندا   |
| B3      | بلجيكا   |
| B4      | روسيا    |

| الترتيب | المنتخب  |
| ------- | -------- |
| C1      | هولندا   |
| C2      | أوكرانيا |
| C3      | النمسا   |
| C4      | مقدونيا  |

| الترتيب | المنتخب        |
| ------- | -------------- |
| D1      | إنجلترا        |
| D2      | كرواتيا        |
| D3      | إسكتلندا       |
| D4      | جمهورية التشيك |

| الترتيب | المنتخب  |
| ------- | -------- |
| E1      | إسبانيا  |
| E2      | السويد   |
| E3      | بولندا   |
| E4      | سلوفاكيا |

| الترتيب | المنتخب  |
| ------- | -------- |
| F1      | المجر    |
| F2      | البرتغال |
| F3      | فرنسا    |
| F4      | ألمانيا  |

المصدر: UEFA
1. 1 2 3 4 5 6  مستضيف المجموعة سيلعب 3 مباريات من مباريات المجموعة الثلاث على أرضه.
2. 1 2  مستضيف المجموعة سيلعب مباريتين من مباريات المجموعة الثلاث على أرضه.

- تركيبة الجدول في هذه البطولة، تم تحديده بناءً على نتائج السحب، وكانت على النحو التالي:
- ملاحظة: في هذه القرعة لم تستخدم أوعية التصنيف، وبدلاً من ذلك تم استخدام أوعية المجموعات. على سبيل المثال الفريق 1 لم يكن بالضرورة الفريق من القدر 1 في القرعة.

| الجولة   | التاريخ          | المباريات                                         |
| -------- | ---------------- | ------------------------------------------------- |
| الجولة 1 | 12–16 يونيو 2020 | الفريق 1 سيواجه الفريق 2 الفريق 3 سيواجه الفريق 4 |
| الجولة 2 | 17–20 يونيو 2020 | الفريق 1 سيواجه الفريق 3 الفريق 2 سيواجه الفريق 4 |
| الجولة 3 | 21–24 يونيو 2020 | الفريق 4 سيواجه الفريق 1 الفريق 2 سيواجه الفريق 3 |

## التحكيم

### القوانين
- تقنية الفار (VAR): بعدما تم استخدام تقنية الفار لأول مرة في تاريخ بطولات كأس العالم.[143]، في نسخة كأس العالم 2018. ستشهد البطولة استخدام تقنية الفار لأول مرة في تاريخها.
- تقنية خط المرمى: بعدما تم استخدام تقنية الفار لأول مرة في تاريخ بطولات كأس العالم بدءاً من بطولة كأس العالم 2014 في البرازيل.[144][145][146][147] سيتم استخدام هذه الخاصية في هذه البطولة كذلك، والهدف منها هو التخلص في أي غموض يشوب عملية التحكيم، ما يسهل على الحكم الأساسي والحكام الأربعة المساعدين في اتخاذ القرارات دون خوف من الحاق الظلم بأي طرف كما حدث في بطولات سابقة.
- رذاذ متلاشي: بعدما تم استخدام رذاذ متلاشي لأول مرة في تاريخ بطولات كأس العالم بدءاً من بطولة كأس العالم 2014 في البرازيل. والذي يهدف لمساعدة الحكام في تحديد مكان وقوف حائط الدفاع قبل تسديد الركلات الحرة، حيث يقوم الحكم بتحديد ومن ثم رسم خط على طول المكان الذي يبعد عن مكان تسديد الكرة، أي المكان الذي يسمح عنده بتواجد أقرب مدافع، ويختفي الخط خلال دقيقة بعد ذلك.[148] وسيتم استخدام تلك الطريقة كذلك في هذه البطولة.

### الحكام
في 12 فبراير 2020، وقع الاتحاد الأوروبي والاتحاد أمريكا الجنوبية لكرة القدم مذكرة تفاهم لتعزيز التعاون بين الاتحادين القاريّن، بما في ذلك إمكانية تعيين فريق من حكام اتحاد الكونميبول لإدارة مباريات مرحلة المجموعات من البطولة. وفي 21 أبريل 2021، أعلن الاتحاد الأوروبي لكرة القدم عن 19 فريق تحكيم للبطولة. شمل ذلك الاتفاق استدعاء الحكم الأرجنتيني فرناندو راباليني ومساعديه، وهم أول حكام من أمريكا الجنوبية يتم اختيارهم للتحكيم في بطولة أوروبا، وقفي نفس الوقت تم اختيار مجموعة من الحكام الإسبان للتحكيم في منافسة كوبا أمريكا 2021.
| البلد     | حكام الرابع            | حكام المساعدين                                   |
| --------- | ---------------------- | ------------------------------------------------ |
| ألمانيا   | فيليكس بريش            | مارك بورش، ستيفان لوب                            |
| تركيا     | جنيد جاقر              | بهاتين دوران طارق أونغن                          |
| إسبانيا   | كارلوس ديل سيرو غراندي | خوان كارلوس يوست خيمينيز، روبرتو ألونسو فرنانديز |
| السويد    | أندرياس إيكبرج         | محمد كولوم، ستيفان هالبرغ                        |
| إسرائيل   | أوريل غرينفيلد         | روي حسن، لو ياركوني                              |
| رومانيا   | أوفيديو هاتسيغان       | سيباستيان جورجي، رادو غينغوليك                   |
| روسيا     | سيرغي كاراسيف          | إيغور ديميشكو، مكسيم جافريلين                    |
| رومانيا   | إشتفان كوفاتش          | فاسيلي مارينيسك، أوفيدو أرتين                    |
| هولندا    | بيورن كويبرس           | ساندر فان روكيل، اروين زينسترا                   |
| هولندا    | داني ماكيلي            | هيسيل ستيغسترا، جان دي فريس                      |
| إسبانيا   | أنتونيو ماتيو لاهوز    | باو سيبريان ديفيز، روبرتو دياز بيريز ديل بالومار |
| إنجلترا   | مايكل أوليفر           | ستيوارت بيرت، سيمون بينيت                        |
| إيطاليا   | دانييلي أورساتو        | أليساندرو جيالاتيني، فابيانو بريتي               |
| الأرجنتين | فرناندو راباليني       | خوان بابلو بيلاتي، دييغو بونفا                   |
| ألمانيا   | دانيال سيبرت           | يان سيدل، رافائيل فولتين                         |
| البرتغال  | أرتور سواريس دياز      | روي تافاريس، باولو سواريس                        |
| إنجلترا   | أنتوني تايلور          | غاري بيزويك، آدم نان                             |
| فرنسا     | كليمان توربان          | نيكولا دانوس، سيريل جرينجور                      |
| سلوفينيا  | سلافكو فينتشيتش        | توما كلانشنيك، أندراش كوفاتشيتش                  |

بالإضافة إلى ذلك، أعلن الاتحاد الأوروبي لكرة القدم عن 22 حكماً المسؤولين عن تقنية الفار، و12 مسؤولاً عن دعم المباريات (الذين يلعبون دور الحكم الرابع أو الحكم المساعد الاحتياطي). ويشمل ذلك الحكم ستيفاني فرابارت، وهي أول امرأة ضمن الطاقم التحكيمي المشارك في نهائيات بطولة أوروبا.
| البلد    | حكام الفيديو المساعدين                           | حكام الفيديو الخاصين بالتسلل |
| -------- | ------------------------------------------------ | ---------------------------- |
| إنجلترا  | ستيوارت أتويل، كريس كافاناغ                      | لي بيتس                      |
| فرنسا    | جيروم بريسارد، فرانسوا ليتكسير                   | بنيامين باجيس                |
| ألمانيا  | باستيان دانكيرت، كريستيان دينغرت، ماركو فريتز    | كريستيان جيتلمان             |
| إيطاليا  | ماركو دي بيلو، ماسيميليانو إيراتي، باولو فاليري  | فيليبو ميلي                  |
| إسبانيا  | أليخاندرو هرنانديز، خوان مونويرا، خوسيه مارتينيز | أنيجو بريتو لوبيز            |
| هولندا   | كيفن بلوم، بول فان بويكيل                        |                              |
| بولندا   | بول جيل                                          |                              |
| البرتغال | جواو بينيرو                                      |                              |

| البلد   | حكام الرابع       | حكام المساعدين الاحتياطين |
| ------- | ----------------- | ------------------------- |
| بلغاريا | جورجي كاباكوف     | مارتن مارجريتوف           |
| فرنسا   | ستيفاني فرابارت   | ميكائيل بيرشبرو           |
| إيطاليا | دافيدي ماسا       | ستيفانو الاسيو            |
| بولندا  | بارتوش فرانكوفسكي | مارسين بونييك             |
| صربيا   | سرجيان يوفانوفيتش | أروس ستويكوفيتش           |
| سويسرا  | ساندرو شيرر       | ستيفان دي ألميدا          |

## القوائم
لتقليل العبء على اللاعبين بسبب انتشار جائحة فيروس كورونا في أوروبا 2020–21، تم زيادة عدد اللاعبين في القائمة النهائية للمنتخبات المشاركة من 23 لاعباً (تُستخدم عادة في كل بطولة أوروبية منذ 2004) إلى 26 لاعباً. وعلى الرغم من هذا الإستثناء، سيظل الحد الأقصى لعدد اللاعبين المسموح به في ورقة المباراة لكل مباراة هو 23 لاعباً. المنتخبات المشاركة في البطولة مُطالبة من قبل الاتحاد الأوروبي لكرة القدم بتزويدهم بقائمة اللاعبين الرسميين المشاركين مع منتخباتهم، ويتوجب أن تستوفي القائمة المرشحة شروط الاتحاد الأوروبي لكرة القدم، والتي تفرض وجود 23 لاعباً بينهم 3 حراس مرمى، وذلك قبل انطلاق البطولة. في حالة إذا أصيب لاعب بعد إرسال القائمة، يُسمح بتغيير اللاعب.

## حفل الافتتاح
أقيم حفل الافتتاح على ملعب الأولمبيكو في العاصمة الإيطالية روما، في 11 يونيو 2021 الساعة 20:35 مساءاً بتوقيت وسط أوروبا الصيفي قبل انطلاق المباراة الأولى في البطولة. وفيها غنى مغنى الأوبرا الإيطالي أندريا بوتشيلي أغنية «نيسون دورما» (بالإيطالية: Nessun dorma)‏ والتي تعني «ليهجر الجميع النوم». كما قدم كل من مارتن غاركس وبونو وذا إيدج الأغنية الرسمية للبطولة والتي كانت بعنوان «نحن البشر» (بالإنجليزية: We Are the People)‏. يذكر أن أداء الآغنية الرسمية كان أداءاً افتراضيًا بسبب تبعات انتشار جائحة فيروس كورونا في أوروبا، حيث تم تصويره في استوديوهات التحكم في الحركة بالعاصمة الإنجليزية لندن وفي ملعب الأولمبيكو كذلك، لإنشاء صورة ثلاثية الأبعاد للاستاد.

## دور المجموعات
| البطل الوصيف | النصف النهائي ربع النهائي | دور الـ16 دور المجموعات |

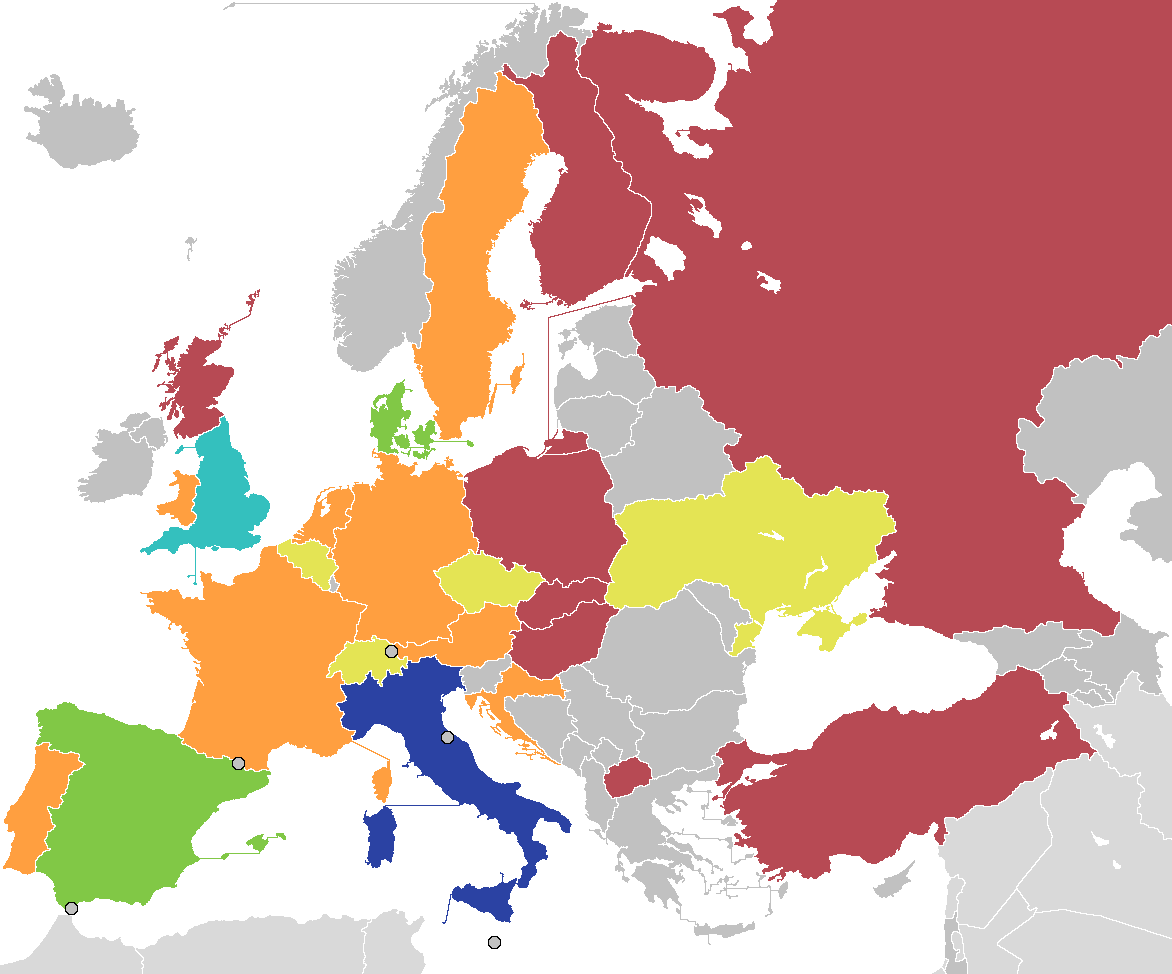
نتائج المنتخبات المشاركة في البطولة:
البطل
الوصيف
النصف النهائي
ربع النهائي
دور الـ16
دور المجموعات

- أعلن الاتحاد الأوروبي لكرة القدم عن جدول البطولة في 24 مايو 2018.[156][157] وسيتأهل الفائز بالمجموعة مع الوصيف إلى دور الـ16، بالإضافة إلى أفضل أربعة فرق احتلت المركز الثالث.
- المواقيت المبينة في الأسفل هي حسب توقيت وسط أوروبا الصيفي ت ع م+02:00، كما بينها الاتحاد الأوروبي لكرة القدم، وفي اختلاف المنطقة الزمنية عن توقيت وسط أوروبا الصيفي، فسيتم ذكره.[158]

### قوانين كسر التعادل
يخوض كل منتخب 3 مباريات في دور المجموعات ضد الفرق الأخرى في نفس المجموعة. وتلعب الجولة الأخيرة في المجموعة بتوقيت واحد للحفاظ على العدل بين المنتخبات الأربعة. أكثر فريقين حصداً للنقاط يتأهلان للدور المقبل. ومنذ عام 1994 تستخدم النقاط لترتيب الفرق ضمن المجموعة، فيتم منح ثلاث نقاط للفوز، واحدة للتعادل ولا شيء للخسارة، بعدما كان في السابق يحصل الفائز على نقطتين فقط. وفي حالة تساوي فريقان أو أكثر في النقاط عند نهاية مباريات المجموعة، يتم تطبيق معايير التعادل التالية من أجل تحديد الترتيب النهائي:
1. الاعتماد على عدد النقاط التي تم الحصول عليها بين الفرق المتساوية فيما بينها بالنقاط.
2. فارق الأهداف بين الأهداف المسجلة والأهداف المتلقاة لكل فريق بين الفرق المتساوية فيما بينها بالنقاط.
3. أكبر عدد من الأهداف المسجلة في جميع مباريات المجموعة بين الفرق المتساوية فيما بينها بالنقاط.
4. في حال التساوي بين فريقين أو أكثر رغم تطبيق المعايير الثلاثة السابقة، فإنه يتم اللجوء لمعايير أخرى، حددها الاتحاد الأوروبي لكرة القدم، وهي:
5. فارق الأهداف بين الأهداف المسجلة والأهداف المتلقاة بين جميع فرق المجموعة.
6. عدد الأهداف المسجلة بين جميع فرق المجموعة.
7. عدد الانتصارات بين جميع فرق المجموعة.
8. في حال تواجه فريقان في الجولة الأخيرة من مرحلة المجموعات بعضهما البعض، وكان كل من (النقاط، فارق الأهداف، عدد الأهداف المسجلة) متساوية، ففي حال تعادل الفريقين يتم اللجوء إلى ركلات الترجيح لتحديد الترتيب النهائي. (لا يتم استخدام هذا المعيار إذا هناك أكثر من فريق متساو بالنقاط، أي أن هذين الفريقين تأهلا لكن ركلات الجزاء ستحدد أيهما بطل المجموعة).
9. الاحتكام لقواعد اللعب النظيف (نقطة واحدة للحصول على بطاقة صفراء واحدة، 3 نقاط للحصول على بطاقة حمراء نتيجة لبطاقتين صفراء، 3 نقاط للحصول على بطاقة حمراء مباشرة).
10. وأخيراً الترتيب النهائي في تصفيات بطولة أمم أوروبا 2020.

### المجموعة الأولى

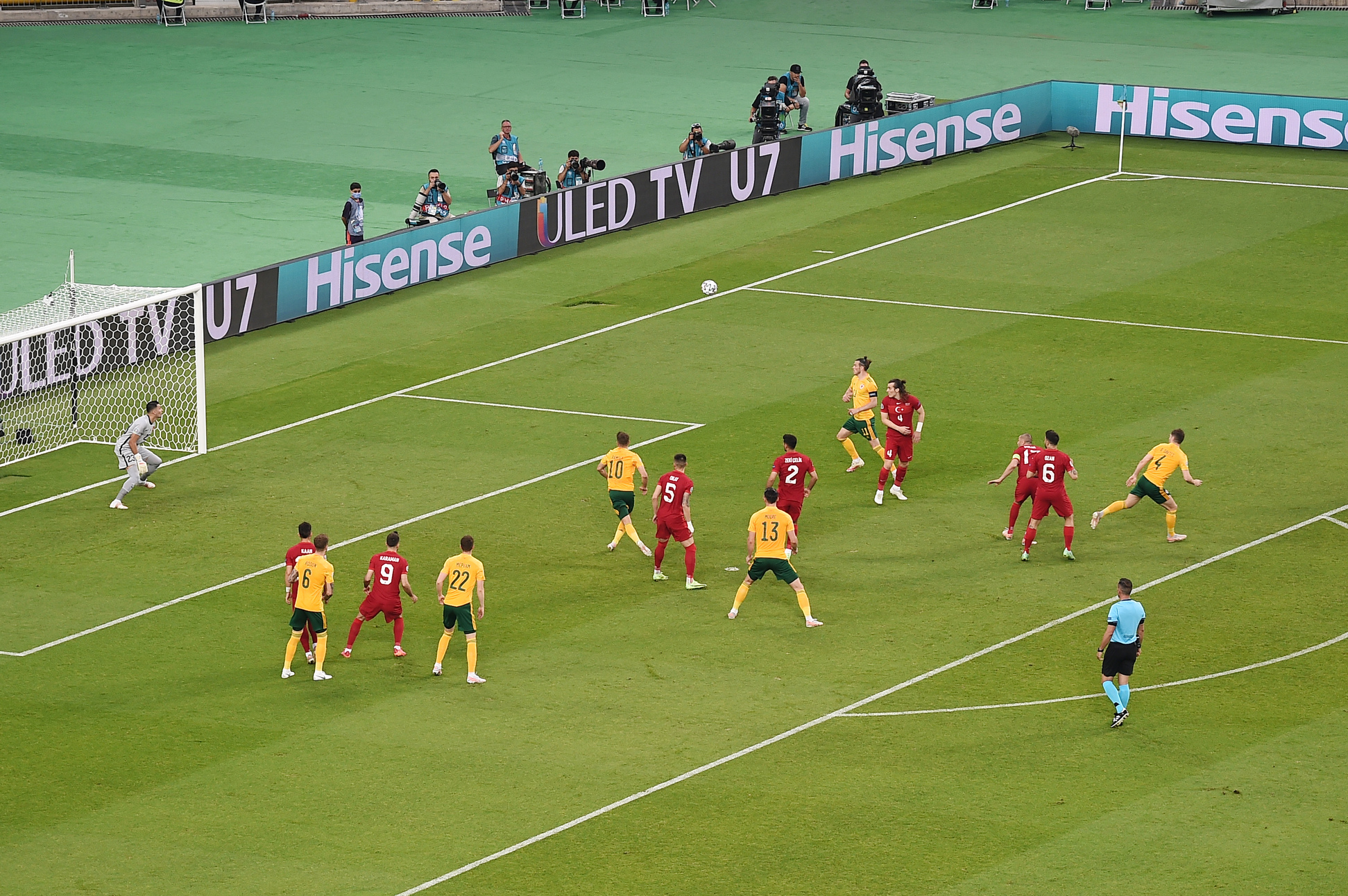
تركيا ضد ويلز

| م | الفريق      | لعب | ف | ت | خ | أ.له | أ.ع | أ.ف | نقاط | التأهل                      |
| - | ----------- | --- | - | - | - | ---- | --- | --- | ---- | --------------------------- |
| 1 | إيطاليا (H) | 3   | 3 | 0 | 0 | 7    | 0   | +7  | 9    | تأهل إلى مرحلة خروج المغلوب |
| 2 | ويلز        | 3   | 1 | 1 | 1 | 3    | 2   | +1  | 4    | تأهل إلى مرحلة خروج المغلوب |
| 3 | سويسرا      | 3   | 1 | 1 | 1 | 4    | 5   | −1  | 4    | تأهل إلى مرحلة خروج المغلوب |
| 4 | تركيا       | 3   | 0 | 0 | 3 | 1    | 8   | −7  | 0    |                             |

1. 1 2  بسبب تعادلهم بالمواجهة المباشرة بينهم (بنتيجة 1–1)، تم استخدام فرق الأهداف لتحديد صاحب المركز الثاني.

| تركيا | 0–3   | إيطاليا                                          |
| ----- | ----- | ------------------------------------------------ |
|       | تقرير | - دميرال 53' (ه.ذ.) - إيموبيلي 66' - إينسيني 79' |

| ويلز      | 1–1   | سويسرا       |
| --------- | ----- | ------------ |
| - مور 74' | تقرير | - إمبولو 49' |

| تركيا | 0–2   | ويلز                       |
| ----- | ----- | -------------------------- |
|       | تقرير | - رامزي 42' - روبرتس 90+5' |

| إيطاليا                            | 3–0   | سويسرا |
| ---------------------------------- | ----- | ------ |
| - لوكاتيلي 26'، 52' - إيموبيلي 89' | تقرير |        |

| سويسرا                            | 3–1   | تركيا       |
| --------------------------------- | ----- | ----------- |
| - سيفيروفيتش 6' - شاكيري 26'، 68' | تقرير | - قهوجي 62' |

| إيطاليا      | 1–0   | ويلز |
| ------------ | ----- | ---- |
| - بيسينا 39' | تقرير |      |

### المجموعة الثانية

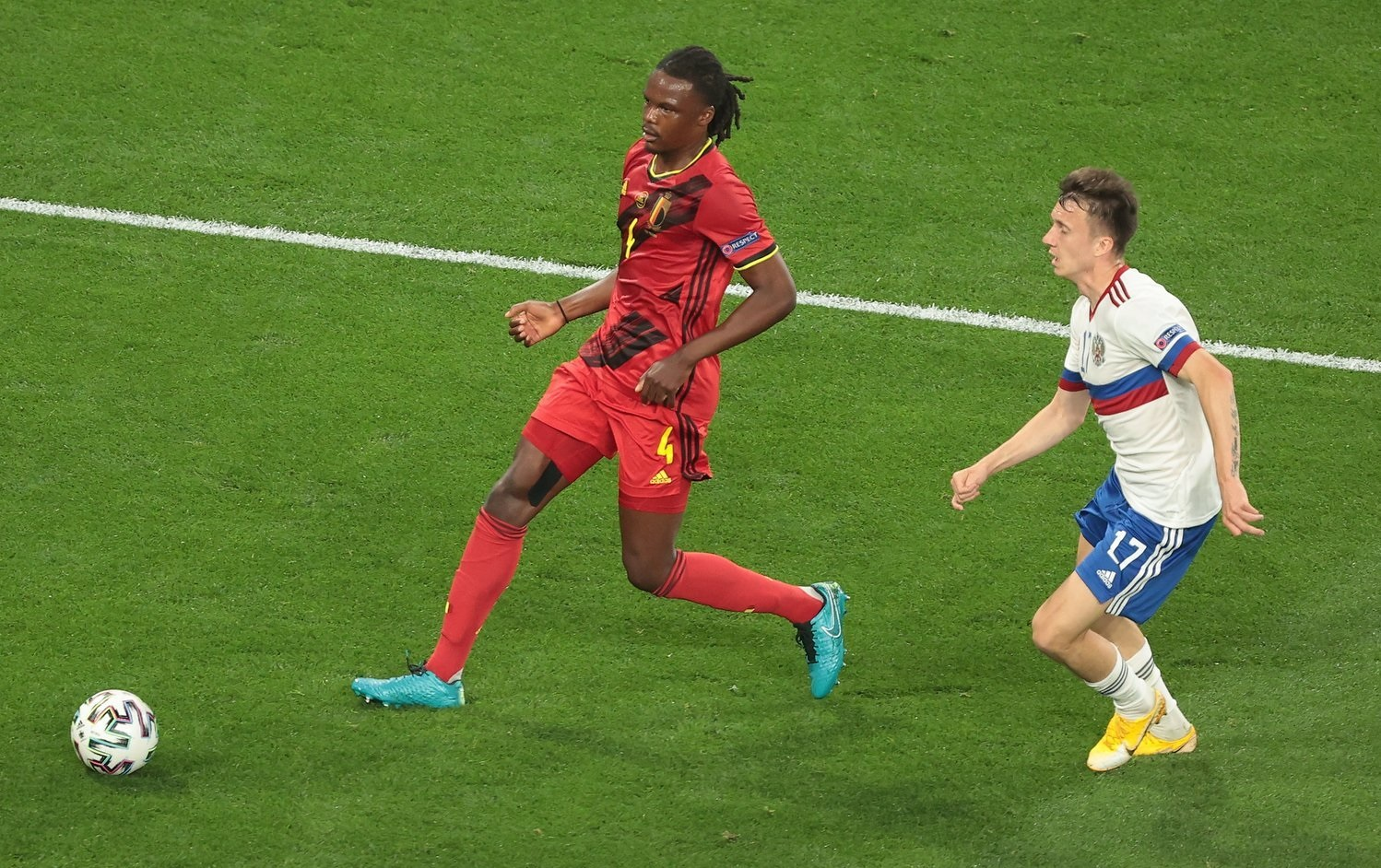
بلجيكا ضد روسيا

| م | الفريق       | لعب | ف | ت | خ | أ.له | أ.ع | أ.ف | نقاط | التأهل                      |
| - | ------------ | --- | - | - | - | ---- | --- | --- | ---- | --------------------------- |
| 1 | بلجيكا       | 3   | 3 | 0 | 0 | 7    | 1   | +6  | 9    | تأهل إلى مرحلة خروج المغلوب |
| 2 | الدنمارك (H) | 3   | 1 | 0 | 2 | 5    | 4   | +1  | 3    | تأهل إلى مرحلة خروج المغلوب |
| 3 | فنلندا       | 3   | 1 | 0 | 2 | 1    | 3   | −2  | 3    |                             |
| 4 | روسيا (H)    | 3   | 1 | 0 | 2 | 2    | 7   | −5  | 3    |                             |

1. 1 2 3  تعادلت 3 منتخبات بالنقاط (3 نقاط لكلٍ منهم). ومن أجل كسر هدا التعادل، تم اللجوء  فارق الأهداف بين الأهداف المسجلة والأهداف المتلقاة لكل منتخب. الدنمارك +2، فنلندا 0، روسيا −2.

| الدنمارك | 0–1   | فنلندا           |
| -------- | ----- | ---------------- |
|          | تقرير | - بوهيانبالو 60' |

| بلجيكا                         | 3–0   | روسيا |
| ------------------------------ | ----- | ----- |
| - لوكاكو 10'، 88' - مونييه 34' | تقرير |       |

| فنلندا | 0–1   | روسيا             |
| ------ | ----- | ----------------- |
|        | تقرير | - ميرانتشوك 45+2' |

| الدنمارك   | 1–2   | بلجيكا                         |
| ---------- | ----- | ------------------------------ |
| - بولسن 2' | تقرير | - ت. هازارد 55' - دي بروين 70' |

| روسيا                | 1–4   | الدنمارك                                              |
| -------------------- | ----- | ----------------------------------------------------- |
| - دزيوبا 70' (ركلة.) | تقرير | - دامسغارد 38' - بولسن 59' - كريستنسن 79' - ماهلي 82' |

| فنلندا | 0–2   | بلجيكا                           |
| ------ | ----- | -------------------------------- |
|        | تقرير | - راديكي 74' (ه.ذ.) - لوكاكو 81' |

### المجموعة الثالثة
| م | الفريق           | لعب | ف | ت | خ | أ.له | أ.ع | أ.ف | نقاط | التأهل                      |
| - | ---------------- | --- | - | - | - | ---- | --- | --- | ---- | --------------------------- |
| 1 | هولندا (H)       | 3   | 3 | 0 | 0 | 8    | 2   | +6  | 9    | تأهل إلى مرحلة خروج المغلوب |
| 2 | النمسا           | 3   | 2 | 0 | 1 | 4    | 3   | +1  | 6    | تأهل إلى مرحلة خروج المغلوب |
| 3 | أوكرانيا         | 3   | 1 | 0 | 2 | 4    | 5   | −1  | 3    | تأهل إلى مرحلة خروج المغلوب |
| 4 | مقدونيا الشمالية | 3   | 0 | 0 | 3 | 2    | 8   | −6  | 0    |                             |

| النمسا                                         | 3–1   | مقدونيا      |
| ---------------------------------------------- | ----- | ------------ |
| - لاينير 18' - غريغوريتش 78' - أرناوتوفيتش 89' | تقرير | - بانديف 28' |

| هولندا                                     | 3–2   | أوكرانيا                          |
| ------------------------------------------ | ----- | --------------------------------- |
| - فينالدوم 52' - فيغورست 58' - دومفريس 85' | تقرير | - يارمولينكو 75' - ياريمتشيوك 79' |

| أوكرانيا                          | 2–1   | مقدونيا       |
| --------------------------------- | ----- | ------------- |
| - يارمولينكو 29' - ياريمتشيوك 34' | تقرير | - أليوسكي 57' |

| هولندا                            | 2–0   | النمسا |
| --------------------------------- | ----- | ------ |
| - ديباي 11' (ركلة.) - دومفريس 67' | تقرير |        |

| مقدونيا | 0–3   | هولندا                          |
| ------- | ----- | ------------------------------- |
|         | تقرير | - ديباي 24' - فينالدوم 50'، 58' |

| أوكرانيا | 0–1   | النمسا           |
| -------- | ----- | ---------------- |
|          | تقرير | - باومغارتنر 21' |

### المجموعة الرابعة
| م | الفريق         | لعب | ف | ت | خ | أ.له | أ.ع | أ.ف | نقاط | التأهل                      |
| - | -------------- | --- | - | - | - | ---- | --- | --- | ---- | --------------------------- |
| 1 | إنجلترا (H)    | 3   | 2 | 1 | 0 | 2    | 0   | +2  | 7    | تأهل إلى مرحلة خروج المغلوب |
| 2 | كرواتيا        | 3   | 1 | 1 | 1 | 4    | 3   | +1  | 4    | تأهل إلى مرحلة خروج المغلوب |
| 3 | جمهورية التشيك | 3   | 1 | 1 | 1 | 3    | 2   | +1  | 4    | تأهل إلى مرحلة خروج المغلوب |
| 4 | إسكتلندا (H)   | 3   | 0 | 1 | 2 | 1    | 5   | −4  | 1    |                             |

1. 1 2  تعادل منتخبي كرواتيا وجمهورية التشيك بالنقاط (4 نقاط لكلٍ منهم)، وانتهى اللقاء المباشر بينهم بالتعادل الإيجابي كذلك (1–1)، وتعادلوا كذلك في فارق الأهداف بين الأهداف المسجلة والأهداف المتلقاة (+1). ومن أجل كسر هدا التعادل، تم اللجوء لعدد الأهداف المسجلة وكانت الغلبة من نصيب منتخب كرواتيا والذي سجل 4 أهداف، بينما سجل منتخب جمهورية التشيك 3 أهداف.

| إنجلترا        | 1–0   | كرواتيا |
| -------------- | ----- | ------- |
| - ستيرلينغ 57' | تقرير |         |

| إسكتلندا | 0–2   | جمهورية التشيك |
| -------- | ----- | -------------- |
|          | تقرير | - شيك 42'، 52' |

| كرواتيا        | 1–1   | جمهورية التشيك    |
| -------------- | ----- | ----------------- |
| - بيريشيتش 47' | تقرير | - شيك 37' (ركلة.) |

| إنجلترا | 0–0   | إسكتلندا |
| ------- | ----- | -------- |
|         | تقرير |          |

| كرواتيا                                    | 3–1   | إسكتلندا        |
| ------------------------------------------ | ----- | --------------- |
| - فلاشيتش 17' - مودريتش 62' - بيريشيتش 77' | تقرير | - ماكغريغور 42' |

| جمهورية التشيك | 0–1   | إنجلترا        |
| -------------- | ----- | -------------- |
|                | تقرير | - ستيرلينغ 12' |

### المجموعة الخامسة
| م | الفريق      | لعب | ف | ت | خ | أ.له | أ.ع | أ.ف | نقاط | التأهل                      |
| - | ----------- | --- | - | - | - | ---- | --- | --- | ---- | --------------------------- |
| 1 | السويد      | 3   | 2 | 1 | 0 | 4    | 2   | +2  | 7    | تأهل إلى مرحلة خروج المغلوب |
| 2 | إسبانيا (H) | 3   | 1 | 2 | 0 | 6    | 1   | +5  | 5    | تأهل إلى مرحلة خروج المغلوب |
| 3 | سلوفاكيا    | 3   | 1 | 0 | 2 | 2    | 7   | −5  | 3    |                             |
| 4 | بولندا      | 3   | 0 | 1 | 2 | 4    | 6   | −2  | 1    |                             |

| بولندا       | 1–2   | سلوفاكيا                            |
| ------------ | ----- | ----------------------------------- |
| - لينيتي 46' | تقرير | - شتشيسني 18' (ه.ذ.) - شكرينيار 69' |

| إسبانيا | 0–0   | السويد |
| ------- | ----- | ------ |
|         | تقرير |        |

| السويد               | 1–0   | سلوفاكيا |
| -------------------- | ----- | -------- |
| - فوشبري 77' (ركلة.) | تقرير |          |

| إسبانيا      | 1–1   | بولندا            |
| ------------ | ----- | ----------------- |
| - موراتا 25' | تقرير | - ليفاندوفسكي 54' |

| سلوفاكيا | 0–5   | إسبانيا                                                                                |
| -------- | ----- | -------------------------------------------------------------------------------------- |
|          | تقرير | - دوبرافكا 30' (ه.ذ.) - لابورتي 45+3' - سارابيا 56' - ف. توريس 67' - كوتسكا 71' (ه.ذ.) |

| السويد                          | 3–2   | بولندا                 |
| ------------------------------- | ----- | ---------------------- |
| - فوشبري 2'، 59' - كلاسون 90+4' | تقرير | - ليفاندوفسكي 61'، 84' |

### المجموعة السادسة
| م | الفريق      | لعب | ف | ت | خ | أ.له | أ.ع | أ.ف | نقاط | التأهل                      |
| - | ----------- | --- | - | - | - | ---- | --- | --- | ---- | --------------------------- |
| 1 | فرنسا       | 3   | 1 | 2 | 0 | 4    | 3   | +1  | 5    | تأهل إلى مرحلة خروج المغلوب |
| 2 | ألمانيا (H) | 3   | 1 | 1 | 1 | 6    | 5   | +1  | 4    | تأهل إلى مرحلة خروج المغلوب |
| 3 | البرتغال    | 3   | 1 | 1 | 1 | 7    | 6   | +1  | 4    | تأهل إلى مرحلة خروج المغلوب |
| 4 | المجر (H)   | 3   | 0 | 2 | 1 | 3    | 6   | −3  | 2    |                             |

1. 1 2  تعادلت ألمانيا والبرتغال بالنقاط (4 نقاط). ولتحديد صاحب المركزد الثاني، تمم اللجوء للمواجهات المباشرة بينهما (البرتغال 2–4 ألمانيا).

| المجر | 0–3   | البرتغال                                  |
| ----- | ----- | ----------------------------------------- |
|       | تقرير | - غيريرو 84' - رونالدو 87' (ركلة.)، 90+2' |

| فرنسا              | 1–0   | ألمانيا |
| ------------------ | ----- | ------- |
| - هوملز 20' (ه.ذ.) | تقرير |         |

| المجر         | 1–1   | فرنسا         |
| ------------- | ----- | ------------- |
| - فيولا 45+2' | تقرير | - غريزمان 66' |

| البرتغال                 | 2–4   | ألمانيا                                                          |
| ------------------------ | ----- | ---------------------------------------------------------------- |
| - رونالدو 15' - جوتا 67' | تقرير | - دياز 35' (ه.ذ.) - غيريرو 39' (ه.ذ.) - هافيرتس 51' - جوسينس 60' |

| البرتغال                           | 2–2   | فرنسا                       |
| ---------------------------------- | ----- | --------------------------- |
| - رونالدو 31' (ركلة.)، 60' (ركلة.) | تقرير | - بنزيما 45+2' (ركلة.)، 47' |

| ألمانيا                      | 2–2   | المجر                  |
| ---------------------------- | ----- | ---------------------- |
| - هافيرتس 66' - غوريتسكا 84' | تقرير | - سالاي 11' - شيفر 68' |

### ترتيب المنتخبات صاحبة المركز الثالث
| م | مج      | الفريق         | لعب | ف | ت | خ | أ.له | أ.ع | أ.ف | نقاط | التأهل                      |
| - | ------- | -------------- | --- | - | - | - | ---- | --- | --- | ---- | --------------------------- |
| 1 | السادسة | البرتغال       | 3   | 1 | 1 | 1 | 7    | 6   | +1  | 4    | تأهل إلى مرحلة خروج المغلوب |
| 2 | الرابعة | جمهورية التشيك | 3   | 1 | 1 | 1 | 3    | 2   | +1  | 4    | تأهل إلى مرحلة خروج المغلوب |
| 3 | الأولى  | سويسرا         | 3   | 1 | 1 | 1 | 4    | 5   | −1  | 4    | تأهل إلى مرحلة خروج المغلوب |
| 4 | الثالثة | أوكرانيا       | 3   | 1 | 0 | 2 | 4    | 5   | −1  | 3    | تأهل إلى مرحلة خروج المغلوب |
| 5 | الثانية | فنلندا         | 3   | 1 | 0 | 2 | 1    | 3   | −2  | 3    |                             |
| 6 | الخامسة | سلوفاكيا       | 3   | 1 | 0 | 2 | 2    | 7   | −5  | 3    |                             |

## مرحلة خروج المغلوب
- تضم مرحلة خروج المغلوب المنتخبات الستة عشر التي تأهلت من مرحلة المجموعات في البطولة. هناك أربع أدوار من هذه المرحلة، مع كل دور يُقصى نصف عدد الفرق التي دخلت تلك المرحلة. الأدوار المتتالية هي دور الستة عشر، الدور ربع النهائي، ونصف النهائي، والمباراة النهائية.
- في حال انتهت أي من المباريات بالتعادل بعد لعب 90 دقيقة، فسيعقبه شوط الإضافي يتكون ثلاثون دقيقة؛ وإذا بقيت النتيجة متعادلة، يُحتَكم إلى ضربات ترجيحية لتحديد الفريق المتأهل إلى الدور المقبل.[1]
- أثناء المباراة (خلال 90 دقيقة)، يُسْمَح للفريق بإجراء ثلاث تبديلات. لكن في حال تم اللجوء للأشواط الإضافية؛ يُسمح لكل فريق بإجراء عملية تبديل رابعة.[195]
- مثلما كان الحال منذ بطولة أمم أوروبا 1984، لا يوجد هناك أي مباراة فاصلة لتحديد أصحاب المركز الثالث والرابع.[1]
- المواقيت المبينة في الأسفل هي حسب توقيت وسط أوروبا الصيفي ت ع م+02:00، كما بينها الاتحاد الأوروبي لكرة القدم، وفي اختلاف المنطقة الزمنية عن توقيت وسط أوروبا الصيفي، فسيتم ذكره.
- مباريات أصحاب أفضل مركز ثالث، تعتمد على أي من الفرق الأربعة التي تأهلت إلى دور الـ16

### الفرق المتأهلة
يتأهل فريقين من كل مجموعة من المجموعات الستة (أول وثاني المجموعة) إلى مرحلة خروج المغلوب، بالإضافة إلى أربعة فرق من أصل ستة فرق احتلت المركز الثالث (سيتم اختيار أفضل أربعة فرق ترتيبًا).

| المجموعة | أول المجموعة | ثاني المجموعة | فرق المركز الثالث (أفضل أربعة) |
| -------- | ------------ | ------------- | ------------------------------ |
| أ        | إيطاليا      | ويلز          | سويسرا                         |
| ب        | بلجيكا       | الدنمارك      | —                              |
| ج        | هولندا       | النمسا        | أوكرانيا                       |
| د        | إنجلترا      | كرواتيا       | جمهورية التشيك                 |
| ر        | السويد       | إسبانيا       | —                              |
| س        | فرنسا        | ألمانيا       | البرتغال                       |

### المسار
|  | دور الـ16                | دور الـ16                      |                            |       | ربع النهائي | ربع النهائي |  |  | نصف النهائي | نصف النهائي |  |  | النهائي | النهائي |
|  |                          |                                |                            |       |             |             |  |  |             |             |  |  |         |         |
|  | 27 يونيو 2021 – إشبيلية  |                                |                            |       |             |             |  |  |             |             |  |  |         |         |
|  |                          |                                |                            |       |             |             |  |  |             |             |  |  |         |         |
|  | بلجيكا                   | 1                              |                            |       |             |             |  |  |             |             |  |  |         |         |
|  | بلجيكا                   | 1                              | 2 يوليو 2021 – ميونخ       |       |             |             |  |  |             |             |  |  |         |         |
|  | البرتغال                 | 0                              |                            |       |             |             |  |  |             |             |  |  |         |         |
|  | البرتغال                 | 0                              | بلجيكا                     | 1     |             |             |  |  |             |             |  |  |         |         |
|  | 26 يونيو 2021 – لندن     |                                | بلجيكا                     | 1     |             |             |  |  |             |             |  |  |         |         |
|  |                          | إيطاليا                        | 2                          |       |             |             |  |  |             |             |  |  |         |         |
|  | إيطاليا (ب.و.إ.)         | إيطاليا                        | 2                          | 2     |             |             |  |  |             |             |  |  |         |         |
|  | إيطاليا (ب.و.إ.)         |                                | 6 يوليو 2021 – ملعب ويمبلي | 2     |             |             |  |  |             |             |  |  |         |         |
|  | النمسا                   | 1                              |                            |       |             |             |  |  |             |             |  |  |         |         |
|  | النمسا                   | 1                              | إيطاليا (ج.)               | 1 (4) |             |             |  |  |             |             |  |  |         |         |
|  | 28 يونيو 2021 – بوخارست  |                                | إيطاليا (ج.)               | 1 (4) |             |             |  |  |             |             |  |  |         |         |
|  |                          | إسبانيا                        | 1 (2)                      |       |             |             |  |  |             |             |  |  |         |         |
|  | فرنسا                    | إسبانيا                        | 1 (2)                      | 3 (4) |             |             |  |  |             |             |  |  |         |         |
|  | فرنسا                    | 2 يوليو 2021 – ملعب كريستوفسكي |                            | 3 (4) |             |             |  |  |             |             |  |  |         |         |
|  | سويسرا (ج.)              | 3 (5)                          |                            |       |             |             |  |  |             |             |  |  |         |         |
|  | سويسرا (ج.)              | 3 (5)                          | سويسرا                     | 1 (1) |             |             |  |  |             |             |  |  |         |         |
|  | 28 يونيو 2021 – كوبنهاغن |                                | سويسرا                     | 1 (1) |             |             |  |  |             |             |  |  |         |         |
|  |                          | إسبانيا (ج.)                   | 1 (3)                      |       |             |             |  |  |             |             |  |  |         |         |
|  | كرواتيا                  | إسبانيا (ج.)                   | 1 (3)                      | 3     |             |             |  |  |             |             |  |  |         |         |
|  | كرواتيا                  |                                | 11 يوليو – ملعب ويمبلي     | 3     |             |             |  |  |             |             |  |  |         |         |
|  | إسبانيا (ب.و.إ.)         | 5                              |                            |       |             |             |  |  |             |             |  |  |         |         |
|  | إسبانيا (ب.و.إ.)         | 5                              | إيطاليا (ج.)               | 1 (3) |             |             |  |  |             |             |  |  |         |         |
|  | 29 يونيو 2021 – غلاسكو   |                                | إيطاليا (ج.)               | 1 (3) |             |             |  |  |             |             |  |  |         |         |
|  |                          | إنجلترا                        | 1 (2)                      |       |             |             |  |  |             |             |  |  |         |         |
|  | السويد                   | إنجلترا                        | 1 (2)                      | 1     |             |             |  |  |             |             |  |  |         |         |
|  | السويد                   | 3 يوليو 2021 – روما            |                            | 1     |             |             |  |  |             |             |  |  |         |         |
|  | أوكرانيا (ب.و.إ.)        | 2                              |                            |       |             |             |  |  |             |             |  |  |         |         |
|  | أوكرانيا (ب.و.إ.)        | 2                              | أوكرانيا                   | 0     |             |             |  |  |             |             |  |  |         |         |
|  | 29 يونيو 2021 – لندن     |                                | أوكرانيا                   | 0     |             |             |  |  |             |             |  |  |         |         |
|  |                          | إنجلترا                        | 4                          |       |             |             |  |  |             |             |  |  |         |         |
|  | إنجلترا                  | إنجلترا                        | 4                          | 2     |             |             |  |  |             |             |  |  |         |         |
|  | إنجلترا                  |                                | 7 يوليو 2021 – ملعب ويمبلي | 2     |             |             |  |  |             |             |  |  |         |         |
|  | ألمانيا                  | 0                              |                            |       |             |             |  |  |             |             |  |  |         |         |
|  | ألمانيا                  | 0                              | إنجلترا (ب.و.إ.)           | 2     |             |             |  |  |             |             |  |  |         |         |
|  | 27 يونيو 2021 – بودابست  |                                | إنجلترا (ب.و.إ.)           | 2     |             |             |  |  |             |             |  |  |         |         |
|  |                          | الدنمارك                       | 1                          |       |             |             |  |  |             |             |  |  |         |         |
|  | هولندا                   | الدنمارك                       | 1                          | 0     |             |             |  |  |             |             |  |  |         |         |
|  | هولندا                   | 3 يوليو 2021 – باكو            |                            | 0     |             |             |  |  |             |             |  |  |         |         |
|  | جمهورية التشيك           | 2                              |                            |       |             |             |  |  |             |             |  |  |         |         |
|  | جمهورية التشيك           | 2                              | جمهورية التشيك             | 1     |             |             |  |  |             |             |  |  |         |         |
|  | 26 يونيو 2021 – أمستردام |                                | جمهورية التشيك             | 1     |             |             |  |  |             |             |  |  |         |         |
|  |                          | الدنمارك                       | 2                          |       |             |             |  |  |             |             |  |  |         |         |
|  | ويلز                     | الدنمارك                       | 2                          | 0     |             |             |  |  |             |             |  |  |         |         |
|  | ويلز                     |                                |                            | 0     |             |             |  |  |             |             |  |  |         |         |
|  | الدنمارك                 | 4                              |                            |       |             |             |  |  |             |             |  |  |         |         |
|  | الدنمارك                 | 4                              |                            |       |             |             |  |  |             |             |  |  |         |         |

### دور الـ16
| ويلز | 0–4   | الدنمارك                                        |
| ---- | ----- | ----------------------------------------------- |
|      | تقرير | - دولبرغ 27'، 48' - ماهلي 88' - برايثوايت 90+4' |

| إيطاليا                   | 2–1   | النمسا           |
| ------------------------- | ----- | ---------------- |
| - كييزا 95' - بيسينا 105' | تقرير | - كالادزيتش 114' |

| هولندا | 0–2   | جمهورية التشيك       |
| ------ | ----- | -------------------- |
|        | تقرير | - هولش 68' - شيك 80' |

| بلجيكا          | 1–0   | البرتغال |
| --------------- | ----- | -------- |
| - ت. هازارد 42' | تقرير |          |

| كرواتيا                                           | 3–5 (ب.و.إ.) | إسبانيا                                                                           |
| ------------------------------------------------- | ------------ | --------------------------------------------------------------------------------- |
| - بيدري 20' (ه.ذ.) - أورسيتش 85' - بازاليتش 90+2' | تقرير        | - سارابيا 38' - أزبيليكويتا 57' - فيران توريس 77' - موراتا 100' - أويارزابال 103' |

| فرنسا                                     | 3–3 (ب.و.إ.) | سويسرا                                        |
| ----------------------------------------- | ------------ | --------------------------------------------- |
|                                           | تقرير        |                                               |
| ركلات الترجيح                             |              |                                               |
| - بوغبا - جيرو - تورام - كيمبيمبي - مبابي | 4–5          | - غافرانوفيتش - شير - أكانجي - فارغاس - محمدي |

| إنجلترا                  | 2–0   | ألمانيا |
| ------------------------ | ----- | ------- |
| - ستيرلينغ 75' - كين 86' | تقرير |         |

| السويد       | 1–2   | أوكرانيا                       |
| ------------ | ----- | ------------------------------ |
| - فوشبري 43' | تقرير | - زينتشنكو 27' - دوفبيك 120+1' |

### ربع النهائي
| سويسرا                                | 1–1 (ب.و.إ.) | إسبانيا                                         |
| ------------------------------------- | ------------ | ----------------------------------------------- |
| - شاكيري 68'                          | تقرير        | - زكريا 8' (ه.ذ.)                               |
| ركلات الترجيح                         |              |                                                 |
| - غافرانوفيتش - شير - أكانجي - فارغاس | 1–3          | - بوسكيتس - أولمو - رودري - مورينو - أويارزابال |

| بلجيكا                 | 1–2   | إيطاليا                    |
| ---------------------- | ----- | -------------------------- |
| - لوكاكو 45+2' (ركلة.) | تقرير | - باريلا 31' - إينسيني 44' |

| جمهورية التشيك | 1–2   | الدنمارك                 |
| -------------- | ----- | ------------------------ |
| - شيك 49'      | تقرير | - ديلاني 5' - دولبرغ 42' |

| أوكرانيا | 0–4   | إنجلترا                                      |
| -------- | ----- | -------------------------------------------- |
|          | تقرير | - كين 4'، 50' - ماغواير 46' - ج. هندرسون 63' |

### نصف النهائي
| إيطاليا                                                | 1–1 (ب.و.إ.) | إسبانيا                                       |
| ------------------------------------------------------ | ------------ | --------------------------------------------- |
| - كييزا 60'                                            | تقرير        | - موراتا 80'                                  |
| ركلات الترجيح                                          |              |                                               |
| - لوكاتيلي - بيلوتي - بونوتشي - بيرنارديسكي - جورجينيو | 4–2          | - د.أولمو - ج. مورينو - ت. ألكانتارا - موراتا |

| إنجلترا                      | 2–1 (ب.و.إ.) | الدنمارك       |
| ---------------------------- | ------------ | -------------- |
| - كيير 39' (ه.ذ.) - كين 104' | تقرير        | - دامسغارد 30' |

### النهائي
| إيطاليا                                               | 1–1 (ب.و.إ.) | إنجلترا                                  |
| ----------------------------------------------------- | ------------ | ---------------------------------------- |
| - بونوتشي 67'                                         | تقرير        | - شو 2'                                  |
| ركلات الترجيح                                         |              |                                          |
| - بيراردي - بيلوتي - بونوتشي - بيرنارديسكي - جورجينيو | 3–2          | - كين - ماغواير - راشفورد - سانشو - ساكا |

## الإحصائيات

### الهدافين
تم تسجيل 142 هدف في 51 مباريات، بمتوسط 2.78 أهداف في المباراة الواحدة. بفضل أهدافه في هذه البطولة، أصبح كريستيانو رونالدو الهداف التاريخي لبطولة أمم أوروبا برصيد 14 هدفًا.
5 أهداف
| - باتريك شيك | - كريستيانو رونالدو |  |

4 أهداف
| - روميلو لوكاكو - هاري كين | - كريم بنزيما | - إيميل فوشبري |

3 أهداف
| - كاسبر دولبرغ - رحيم ستيرلينغ - جورجينيو فينالدوم | - روبرت ليفاندوفسكي - ألفارو موراتا | - هاريس سيفيروفيتش - شيردان شاكيري |

هدفين
| - تورغان هازارد - إيفان بيريشيتش - يوسف بولسن - يواكيم ماهلي - ميكيل دامسغارد - كاي هافيرتس | - لورينزو إينسيني - تشيرو إيموبيلي - مانويل لوكاتيلي - ماتيو بيسينا - فيديريكو كييزا - دينزل دومفريس | - ممفيس ديباي - بابلو سارابيا - فيران توريس - رومان ياريمتشيوك - أندري يارمولينكو |

هدف واحد
| - ميكائيل غريغوريتش - ماركو أرناوتوفيتش - كريستوف باومغارتنر - ستيفان لاينير - ساسا كالادزيتش - توماس مونييه - كيفين دي بروين - لوكا مودريتش - نيكولا فلاشيتش - ميسلاف اورسيتش - ماريو بازاليتش - توماس هوليش - أندرياس كريستنسن - توماس ديلاني - مارتين برايثوايت - جوردان هندرسون - هاري ماغواير | - لوك شاو - جويل بوهيانبالو - أنطوان غريزمان - بول بوغبا - ليون غوريتسكا - روبن غوسينس - أتيلا فيولا - آدم سالاي - أندرياس شيفر - نيكولو باريلا - ليوناردو بونوتشي - فوتر فيغورست - غوران بانديف - إزغيان أليوسكي - كارول لينيتي - رافاييل غيريرو - ديوغو جوتا | - أليكسي ميرانتشوك - أرتيم دزيوبا - كالوم ماكغريغور - ميلان شكرينيار - إيميرك لابورتي - سيزار أزبيليكويتا - ميكيل أويارزابال - فيكتور كلاسون - بريل إمبولو - ماريو غافرانوفيتش - عرفان قهوجي - أرتيم دوفبيك - أولكسندر زينتشنكو - آرون رامزي - كيفر مور - كونور روبرتس |

هدف عكسي
| - سيمون كيير (ضد إنجلترا) - ماتس هوملز (ضد فرنسا) - لوكاس راديكي (ضد بلجيكا) - فويتشيك شتشيسني (ضد سلوفاكيا) | - روبن دياز (ضد ألمانيا) - رافاييل غيريرو (ضد ألمانيا) - مارتن دوبرافكا (ضد إسبانيا) - يوراي كوتسكا (ضد إسبانيا) | - بيدري (ضد كرواتيا) - دينيس زكريا (ضد إسبانيا) - مريخ دميرال (ضد إيطاليا) |

المصدر: اليويفا

### جوائز البطولة
تم منح فريق يورو 2020 الفني هدف تسمية فريق من أفضل أحد عشر لاعباً من البطولة. تم اختيار خمسة لاعبين من الفريق الإيطالي الفائز في البطولة.
فريق البطولة
| حارس المرمى       | الدفاع                                                      | الوسط                             | الهجوم                                     |
| ----------------- | ----------------------------------------------------------- | --------------------------------- | ------------------------------------------ |
| جانلويجي دوناروما | هاري ماغواير كايل ووكر ليوناردو بونوتشي ليوناردو سبيناتسولا | بيير-إيميل هويبيرغ جورجينيو بيدري | روميلو لوكاكو رحيم ستيرلينغ فيديريكو كييزا |

- أفضل لاعب:  جانلويجي دوناروما.

تم منح جائزة أفضل لاعب في البطولة إلى الإيطالي جانلويجي دوناروما، أول حارس مرمى يفوز بالجائزة، والذي تم اختياره من قبل المراقبين الفنيين في الاتحاد الأوروبي لكرة القدم.
- أفضل لاعب شاب:  بيدري – 25 نوفمبر 2002 (العمر 18 سنة).

جائزة أفضل لاعب شاب في البطولة، مفتوحة للاعبين المولودين في أو بعد 1 يناير 1998، تم منحها إلى الإسباني بيدري ، كما تم اختياره من قبل المراقبين الفنيين في الاتحاد الأوروبي لكرة القدم.
- هداف البطولة:  كريستيانو رونالدو.

تم منح جائزة أليباي لأفضل هداف إلى البرتغالي كريستيانو رونالدو، الذي سجل خمسة أهداف، سجل تمريرة حاسمة واحدة ولعب 360 دقيقة. تم تحديد الترتيب باستخدام المعايير التالية: الأهداف، التمريرات الحاسمة، أقل عدد من دقائق اللعب، الأهداف في التصفيات.
| المرتبة | اللاعب            | أهداف | تمريات حاسمة | دقائق اللعب |
| ------- | ----------------- | ----- | ------------ | ----------- |
| الأول   | كريستيانو رونالدو | 5     | 1            | 360         |
| الثاني  | باتريك شيك        | 5     | 0            | 404         |
| الثالث  | كريم بنزيما       | 4     | 0            | 349         |

### الترتيب النهائي
| م  | الفريق         | لعب | ف | ت | خ | أ.له | أ.ع | أ.ف | نقاط | النتيجة النهائية               |
| -- | -------------- | --- | - | - | - | ---- | --- | --- | ---- | ------------------------------ |
| 1  | إيطاليا (H)    | 7   | 5 | 2 | 0 | 13   | 4   | +9  | 17   | البطل                          |
| 2  | إنجلترا (H)    | 7   | 5 | 2 | 0 | 11   | 2   | +9  | 17   | الوصيف                         |
|    |                |     |   |   |   |      |     |     |      |                                |
| 3  | إسبانيا (H)    | 6   | 2 | 4 | 0 | 13   | 6   | +7  | 10   | ودعوا البطولة من نصف النهائي   |
| 4  | الدنمارك (H)   | 6   | 3 | 0 | 3 | 12   | 7   | +5  | 9    | ودعوا البطولة من نصف النهائي   |
|    |                |     |   |   |   |      |     |     |      |                                |
| 5  | بلجيكا         | 5   | 4 | 0 | 1 | 9    | 4   | +5  | 12   | ودعوا البطولة من ربع النهائي   |
| 6  | جمهورية التشيك | 5   | 2 | 1 | 2 | 6    | 4   | +2  | 7    | ودعوا البطولة من ربع النهائي   |
| 7  | سويسرا         | 5   | 1 | 3 | 1 | 8    | 9   | −1  | 6    | ودعوا البطولة من ربع النهائي   |
| 8  | أوكرانيا       | 5   | 2 | 0 | 3 | 6    | 10  | −4  | 6    | ودعوا البطولة من ربع النهائي   |
|    |                |     |   |   |   |      |     |     |      |                                |
| 9  | هولندا (H)     | 4   | 3 | 0 | 1 | 8    | 4   | +4  | 9    | ودعوا البطولة من دور الـ16     |
| 10 | السويد         | 4   | 2 | 1 | 1 | 5    | 4   | +1  | 7    | ودعوا البطولة من دور الـ16     |
| 11 | فرنسا          | 4   | 1 | 3 | 0 | 7    | 6   | +1  | 6    | ودعوا البطولة من دور الـ16     |
| 12 | النمسا         | 4   | 2 | 0 | 2 | 5    | 5   | 0   | 6    | ودعوا البطولة من دور الـ16     |
| 13 | البرتغال       | 4   | 1 | 1 | 2 | 7    | 7   | 0   | 4    | ودعوا البطولة من دور الـ16     |
| 14 | كرواتيا        | 4   | 1 | 1 | 2 | 7    | 8   | −1  | 4    | ودعوا البطولة من دور الـ16     |
| 15 | ألمانيا (H)    | 4   | 1 | 1 | 2 | 6    | 7   | −1  | 4    | ودعوا البطولة من دور الـ16     |
| 16 | ويلز           | 4   | 1 | 1 | 2 | 3    | 6   | −3  | 4    | ودعوا البطولة من دور الـ16     |
|    |                |     |   |   |   |      |     |     |      |                                |
| 17 | فنلندا         | 3   | 1 | 0 | 2 | 1    | 3   | −2  | 3    | ودعوا البطولة من دور المجموعات |
| 18 | سلوفاكيا       | 3   | 1 | 0 | 2 | 2    | 7   | −5  | 3    | ودعوا البطولة من دور المجموعات |
| 19 | روسيا (H)      | 3   | 1 | 0 | 2 | 2    | 7   | −5  | 3    | ودعوا البطولة من دور المجموعات |
| 20 | المجر (H)      | 3   | 0 | 2 | 1 | 3    | 6   | −3  | 2    | ودعوا البطولة من دور المجموعات |
| 21 | بولندا         | 3   | 0 | 1 | 2 | 4    | 6   | −2  | 1    | ودعوا البطولة من دور المجموعات |
| 22 | إسكتلندا (H)   | 3   | 0 | 1 | 2 | 1    | 5   | −4  | 1    | ودعوا البطولة من دور المجموعات |
| 23 | مقدونيا        | 3   | 0 | 0 | 3 | 2    | 8   | −6  | 0    | ودعوا البطولة من دور المجموعات |
| 24 | تركيا          | 3   | 0 | 0 | 3 | 1    | 8   | −7  | 0    | ودعوا البطولة من دور المجموعات |

### اللاعبون المستبعدون
يتم إيقاف اللاعب تلقائيًا للمباراة التالية بسبب المخالفات التالية:
- تلقي بطاقة حمراء (قد يتم تمديد تعليق البطاقة الحمراء للمخالفات الخطيرة)
- تلقي بطاقتين صفراوين في مباراتين مختلفتين ؛ تنتهي صلاحية البطاقات الصفراء بعد الانتهاء من ربع النهائي (لا يتم ترحيل تعليق البطاقة الصفراء إلى أي مباريات دولية أخرى في المستقبل)

المخالفات التالية تبرر الإيقاف خلال البطولة.
| اللاعب              | البطاقات                                                                                                  | موقوف عن مباراة                                 |
| ------------------- | --- | ----------------------------------------------- |
| غجيغوش كريتشوفياك   | المجموعة ر ضد سلوفاكيا (الجولة 1؛ 14 يونيو 2021)                                                          | المجموعة ر ضد إسبانيا (الجولة 2؛ 19 يونيو 2021) |
| ماركو أرناوتوفيتش   | قرار لجنة الانضباط التابعة للويفا: المجموعة ج ضد مقدونيا الشمالية (الجولة 1؛ 13 يونيو 2021)               | المجموعة ج ضد هولندا (الجولة 2؛ 17 يونيو 2021)  |
| إيثان أمباديو       | المجموعة أ ضد إيطاليا (الجولة 3؛ 20 يونيو 2021)                                                           | دور الـ16 ضد الدنمارك (26 يونيو 2021)           |
| هاكان تشالهان أوغلو | المجموعة أ ضد ويلز (الجولة 2؛ 16 يونيو 2021) · المجموعة أ ضد سويسرا (الجولة 3؛ 20 يونيو 2021)             | تم إقصاء الفريق من البطولة                      |
| تشالار سوينجو       | المجموعة أ ضد إيطاليا (الجولة 1؛ 11 يونيو 2021) · المجموعة أ ضد سويسرا (الجولة 3؛ 20 يونيو 2021)          | تم إقصاء الفريق من البطولة                      |
| إزغيان أليوسكي      | المجموعة ج ضد النمسا (الجولة 1؛ 13 يونيو 2021) · المجموعة ج ضد هولندا (الجولة 3؛ 21 يونيو 2021)           | تم إقصاء الفريق من البطولة                      |
| ديان لوفرين         | المجموعة د ضد جمهورية التشيك (الجولة 2؛ 18 يونيو 2021) · المجموعة د ضد اسكتلندا (الجولة 3؛ 22 يونيو 2021) | دور الـ16 ضد إسبانيا (28 يونيو 2021)            |
| جان بويل            | المجموعة د ضد كرواتيا (الجولة 2؛ 18 يونيو 2021) · المجموعة د ضد إنجلترا (الجولة 3؛ 22 يونيو 2021)         | دور الـ16 ضد هولندا (27 يونيو 2021)             |
| أوندري دودا         | المجموعة ر ضد السويد (الجولة 2؛ 18 يونيو 2021) · المجموعة ر ضد إسبانيا (الجولة 3؛ 23 يونيو 2021)          | تم إقصاء الفريق من البطولة                      |
| إندري بوتكا         | المجموعة س ضد فرنسا (الجولة 2؛ 19 يونيو 2021) · المجموعة س ضد ألمانيا (الجولة 3؛ 23 يونيو 2021)           | تم إقصاء الفريق من البطولة                      |
| كيفر مور            | المجموعة أ ضد سويسرا (الجولة 1؛ 12 يونيو 2021) · دور الـ16 ضد الدنمارك (26 يونيو 2021)                    | تم إقصاء الفريق من البطولة                      |
| هاري ويلسون         | دور الـ16 ضد الدنمارك (26 يونيو 2021)                                                                     | تم إقصاء الفريق من البطولة                      |
| ماتيس دي ليخت       | دور الـ16 ضد جمهورية التشيك (27 يونيو 2021)                                                               | تم إقصاء الفريق من البطولة                      |
| مارسيلو بروزوفيتش   | المجموعة د ضد إنجلترا (الجولة 1؛ 13 يونيو 2021) · دور الـ16 ضد إسبانيا (28 يونيو 2021)                    | تم إقصاء الفريق من البطولة                      |
| غرانيت تشاكا        | المجموعة أ ضد تركيا (الجولة 3؛ 20 يونيو 2021) · دور الـ16 ضد فرنسا (28 يونيو 2021)                        | الربع النهائي ضد إسبانيا (2 يوليو 2021)         |
| بنجامين بافار       | المجموعة س ضد المجر (الجولة 2؛ 19 يونيو 2021) · دور الـ16 ضد سويسرا (28 يونيو 2021)                       | تم إقصاء الفريق من البطولة                      |
| ماتياس غينتر        | المجموعة س ضد البرتغال (الجولة 2؛ 19 يونيو 2021) · دور الـ16 ضد إنجلترا (29 يونيو 2021)                   | تم إقصاء الفريق من البطولة                      |
| ماركوس دانيلسون     | دور الـ16 ضد أوكرانيا (29 يونيو 2021)                                                                     | تم إقصاء الفريق من البطولة                      |
| ريمو فرويلر         | الربع النهائي ضد إسبانيا (2 يوليو 2021)                                                                   | تم إقصاء الفريق من البطولة                      |
| ماريو غافرانوفيتش   | المجموعة أ ضد إيطاليا (الجولة 2؛ 16 يونيو 2021) · الربع النهائي ضد إسبانيا (2 يوليو 2021)                 | تم إقصاء الفريق من البطولة                      |

## الجوائز المالية
أعلن الاتحاد الأوروبي لكرة القدم أن مجموع الجوائز المالية المقدمة في بطولة أمم أوروبا 2020، قد ارتفع عن نسخة 2016، والتي أقيمت في المقامة في فرنسا بزيادة بلغت 16.5%. حيث ارتفع إجمالي قيمة الجوائز المالية المقدمة إلى المنتخبات المشاركة في البطولة، مع مكافئات الفوز بالبطولة حوالي 49 مليون يورو. فبلغت جوائز هذه البطولة 317 مليون مليون يورو من غير إضافة الجوائز الخاصة بنتائج دور المجموعات (الفوز والتعادل)، مع عدم احتساب قيمة التأمين المضافة وحصة الأندية نظير مشاركة لاعبيها مع منتخبات بلادهم، بينما بلغ إجمالي قيمة الجوائز المالية في نسخة 2016 ما يقارب 268 مليون يورو.
| الدور          | الجائزة باليورو €               | عدد الفرق |
| -------------- | ------------------------------- | --------- |
| البطل          | 10 مليون                        | 1         |
| الوصيف         | 7 مليون                         | 1         |
| نصف النهائي    | 5 مليون                         | 4         |
| ربع النهائي    | 3.25 مليون                      | 8         |
| دور الـ16      | 2 مليون                         | 16        |
| دور المجوعات   | 1.5 مليون للفوز 750 ألف للتعادل | 24        |
| جائزة المشاركة | 9.25 مليون                      | 24        |

فقد رصد الاتحاد الأوروبي لكرة القدم مكافئة بلغت 10 مليون يورو للمنتخب الفائز بلقب البطولة، بينما سيحصل الفائز بالمركز الثاني على جائزة مالية وقدرها 7 مليون يورو، في حين سيحصل المنتخبات اللذان تأهلا لدور نصف النهائي على جائزة مالية قدرها 5 مليون يورو. حيث قام الاتحاد الاتحاد الأوروبي لكرة القدم بزيادة جوائز أصحاب المراكز الأربعة. ففي بطولة 2016، حصل المنتخب الفائز بلقب البطولة على مكافئة بلغت 7 مليون يورو، بينما حصل الفائز بالمركز الثاني على جائزة مالية قدرها 5 مليون يورو، في حين حصلت المنتخبان اللذان تأهلا لدور نصف النهائي على جائزة مالية قدرها 4 مليون يورو.
وقد أوضح الاتحاد الأوروبي لكرة القدم أن المنتخبات التي ستبلغ دور ربع النهائي ستحصل على جائزة مالية قدرها 3.25 مليون يورو، بينما ستحصل المنتخبات التي ستبلغ الدور الستة عشر على جائزة مالية قدرها 2 مليون يورو)، بينما سيحصل كل منتخب يخرج من الدور الأول للبطولة على مبلغ وقدره 9.25 مليون يورو. حيث قام الاتحاد الاتحاد الأوروبي لكرة القدم بزيادة جوائز المنتخبات التي بلغت دور ربع النهائي من 2.5 مليون إلى 3.25 مليون يورو، والمنتخبات الواصلة لدور الستة عشر من 1.5 مليون إلى 2 مليون يورو، بينما ستحصل جميع المنتخبات التي تأهلت ستحصل على 9.25 مليون يورو، حيث كانت 8 مليون يورو نسخة 2016. كذلك ستشهد البطولة زيادة في الجائز المالية المقدمة في حال الفوز والتعادل في دور المجوعات، حيث سيحصل الفريق على 1.5 مليون يورو بدلاً عن 1 مليون يورو بعد أي فور في دور المجموعات، بينما سيحصل الفريق المتعادل على 750 ألف يورو، بدلاً من 500 ألف يورو كما كانت تقدم في نسخة 2016.
| الترتيب | المنتخب                             | مليون يورو € |
| ------- | ----------------------------------- | ------------ |
| 1       | إيطاليا                             | 34           |
| 2       | إنجلترا                             | 30.25        |
| 3       | إسبانيا                             | 22.5         |
| 4       | الدنمارك                            | 21           |
| 5       | بلجيكا                              | 19           |
| 6       | جمهورية التشيك · سويسرا             | 16.75        |
| 8       | أوكرانيا                            | 16           |
| 9       | هولندا                              | 15.75        |
| 10      | السويد                              | 15           |
| 11      | النمسا · فرنسا                      | 14.25        |
| 13      | البرتغال · كرواتيا · ألمانيا · ويلز | 13.5         |
| 17      | فنلندا · سلوفاكيا · روسيا · المجر   | 10.75        |
| 21      | بولندا · إسكتلندا                   | 10           |
| 23      | تركيا · مقدونيا                     | 9.25         |

## الرموز

### الشعار
تم الكشف عن الشعار الرسمي للبطولة في 21 سبتمبر 2016، خلال حفل أقيم في قاعة المدينة في العاصمة الإنجليزية لندن. يصور الشعار كأس هنري ديلوناي محاطًا بمشجعين المحتفلين على ضفة الجسر، وهو ما يمثل كيفية تواصل كرة القدم مع الجمهور، والتي عادة ما تنتهي بتوحيد الناس.
كل مدينة من المدن المستضيفة لها أيضًا شعارها الخاص بها. لكن تتميز هذه الشعارات المستطيلة بوجود عبارة (بالإنجليزية: UEFA EURO 2020)‏ في الجزء العلوي من الشعار، بالإضافة إلى اسم المدينة في الأسفل الشعار (كل ذلك بحروف كبيرة)، ثم يأتي شعار البطولة الرسمي على اليسار الشعار، بينما على اليمين هناك صورة لجسر محلي. جميع الشعارات مكتوبة باللغة الإنجليزية، وبعضها كذلك مكتوب باللغة المحلية. تم الكشف عن الشعارات في الفترة ما بين شهر سبتمبر من عام 2016 إلى شهر يناير من عام 2017.
| المدينة المستضيفة | تاريخ الكشف عن الشعار | الجسر               | لغات أخرى مستخدمة | المصادر |
| ----------------- | --------------------- | ------------------- | ----------------- | ------- |
| لندن              | 21 سبتمبر 2016        | جسر البرج           | —                 | [ 224 ] |
| روما              | 22 سبتمبر 2016        | بونتي سانت أنجيلو   | الإيطالية         | [ 225 ] |
| باكو              | 30 سبتمبر 2016        | جسل كابل الباقي     | الأذرية           | [ 226 ] |
| بوخارست           | 15 أكتوبر 2016        | جسر باسراب          | الرومانية         | [ 227 ] |
| غلاسكو            | 25 أكتوبر 2016        | قرس كلايد           | —                 | [ 228 ] |
| ميونخ             | 27 أكتوبر 2016        | جسر فيتيسفاتل بروخي | الألمانية         | [ 229 ] |
| كوبنهاغن          | 1 نوفمبر 2016         | جسر الدائرة         | الدنماركية        | [ 230 ] |
| بودابست           | 16 نوفمبر 2016        | جسر سلسلة سيشيني    | المجرية           | [ 231 ] |
| أمستردام          | 16 ديسمبر 2016        | جسر النحيل          | الهولندية         | [ 232 ] |
| سانت بطرسبرغ      | 19 يناير 2017         | جسر القصر           | الروسية           | [ 233 ] |
| إشبيلية           | —                     | جسر ألاميلو         | الإسبانية         | [ 234 ] |

| المدينة المستضيفة | تاريخ الكشف عن الشعار | الجسر             | لغات أخرى مستخدمة   | المصادر |
| ----------------- | --------------------- | ----------------- | ------------------- | ------- |
| دبلن              | 24 نوفمبر 2016        | جسر صاموئيل باكيت | الأيرلندية          | [ 235 ] |
| بروكسل            | 14 ديسمبر 2016        | جسر سوبيسكي       | الهولندية، الفرنسية | [ 236 ] |
| بلباو             | 15 ديسمبر 2016        | جسر سان أنتون     | الإسبانية           | [ 237 ] |

### الشعار المكتوب
في 19 مايو 2019، أعلن الاتحاد الأوروبي لكرة القدم عن الشعار الرسمي للبطولة؛ وهو عيش اللحظة (بالإنجليزية: Live It)‏. ويهدف الشعار إلى تشجيع الجماهير على مشاهدة المباريات على الهواء مباشرة في الملاعب في جميع أنحاء أوروبا.

### الأغنية الرسمية
في 19 أكتوبر 2019، تم الإعلان عن اختيار المنسق والمنتج الموسيقي الهولندي مارتن غاركس كمنتج رسمي لموسيقي البطولة الرسمية. وبالإضافة إلى الأغنية الرسمية، سينتج غاركس أيضاً الموسيقى الرسمية التي ستصاحب اللاعبين لدى نزولهم إلى الملعب، وموسيقى البث التلفزيوني كذلك. وتحمل الأغنية الرسمية للبطولة والتي تم طرحها في 14 مايو 2021 اسم (بالإنجليزية: We Are the People)‏ أو «نحن البشر»، وهي من تأليف مارتن غاركس وأداء أهضاء فرقة الروك الإيرلندية يو تو؛ وهم ذا إيدج وبونو. وقد تم تقديم الأغنية لأول مرة في حفل الافتتاح الافتراضي على ملعب الأولمبيكو بالعاصمة الإيطالية روما.

### كرة البطولة
في 6 نوفمبر 2019 أعلن الاتحاد الأوروبي لكرة القدم عن اختيار كرة أن يونيفوريا من تصميم أديداس، لتكون الكرة الرسمية للبطولة. يغلب على الكرة اللون الأبيض، مع وجود ضربات سوداء بالإضافة لخطوط زرقاء وأخرى وردية. اسم يونيفوريا (بالإنجليزية: Uniforia)‏ هو لفظ منحوت مشتق من كلمتي «الوحدة» (بالإنجليزية: unity)‏ و«النشوة» (بالإنجليزية: euphoria)‏.
في 5 يوليو 2021، تم إطلاق نسخة خاصة أطلق عليها يونيفوريا فيتالي (بالإنجليزية: Uniforia Finale)‏. واستخدمت الكرة في مبارتي دور نصف النهائي وكذلك المباراة النهائية. تحتوي الكرة على قاعدة فضية وترتيب مختلف للألوان، بالإضافة ولها إحداثيات العاصمة الإنجليزية لندن (51° 33′ 21,5″ N , 0° 16′ 46,4″ W) مكتوبة على الكرة، للدلالة على مكان إقامة تلك المباريات.

### التميمة
تم كشف عن التميمة الرسمية للبطولة، والذي أطلق عليها اسم سكيلزي (بالإنجليزية: Skillzy)‏ بتاريخ 24 مارس 2019. وهي مستوحاة من عدة أمور؛ كرة القدم الاستعراضية وكرة القدم الشوارع وثقافة الكوبري في رياضة كرة القدم. لغوياً، اشتق اسم التميمة من كملة (بالإنجليزية: Skill)‏ والتي تعني، مشسيرة لارتباطها الواضح باستعراض مهارات كرة القدم.

## التسويق

### البث والإعلام
يقع المركز الدولي للبث (بالإنجليزية: International Broadcast Centre)‏ في معرض إكسبو هارليمير بفيفيهوزن في هولندا. وسيتم بث البطولة عبر التلفاز والإذاعة في جميع أنحاء العالم. ستقوم قناة بي إن سبورتس العربية في بث أحداث البطولة لمنطقة الشرق الأوسط وشمال أفريقيا.

### لعبة الفيديو
لم تقم شركة كونامي الشهيرة للألعاب الإلكترونية بانتاج إصدار نسخة خاصة لبطولة يورو 2020، مثلما حدث في النسخ السابقة. ففي 4 يونيو من عام 2020 أصدرت كونامي عن محتوى مجاني قابل للتحميل خاص بنسخة إي فوتبول برو إفولوشن سوكر 2020، ثم قامت بتحديث المحتوى في نسخة 2021. تضمن التحديث العديد من المميزات من ضمنها الأطقم الرسمية. كذلك تضمن التحديث خمسة ملاعب من أصل أحد عشرة ملعباً ستقام فيه البطولة، بالإضافة إلى كرة البطولة الرسمية.

### الرعاة
تم الإعلان عن الجهات التالية كرعاة عالميين للبطولة:
- الرعاة الرسميين للمنتخبات الوطنية لكرة: وهم أليباي،[266] بوكنج هولدنج،[267] فيديكس،[268] غازبروم،[269] هايسنس،[270] فولكس فاجن[271]
- الرعاة الرسميون ليورو 2020: وهم كوكا كولا،[272] هينيكن،[273] الخطوط الجوية القطرية،[274]،Takeaway.com[275] تيك توك،[276] فيفو،[277]
- المرخص لهم رسميًا في يورو 2020: وهم أديداس، هوبلو، أي أم جي، كونامي، مجموعة بانيني.

## حوادث وخلافات

### طقم أوكرانيا
أعلن منتخب أوكرانيا عن القميص الخاص به للبطولة؛ والذي تضمن خريطة حدوده الوطنية، محتوية على شبه جزيرة القرم. يذكر أن روسيا قد ضمت شبه جزيرة القرم لأراضيها في عام 2014، لكن أوكرانيا لا تزال تعتبرها جزءًا من أراضيها. كذلك احتوى القميص على عدة شعارات عدة مثل ("المجد لأوكرانيا! المجد للأبطال!"). وقد قالت المتحدثة باسم وزارة الخارجية الروسية ماريا زاخاروفا في إن تلك الشعارات هو شعارات قومية وتقليد لشعارات النازية. كذلك، دعا النائب الروسي ديمتري سفيشوف الاتحاد الأوروبي للتدخل لأن القميص كان "غير مناسب على الإطلاق" بحسب قوله. رد الاتحاد الأوروبي لكرة القدم على تلك الإدعاءات وأكد عدم مخالفة منتخب أوكرانيا لأي من لوائح الاتحاد، لأن الخريطة المستخطة تعكس الحدود التي تعترف بها الأمم المتحدة. لكن الاتحاد الأوروبي أمر منتخب أوكرانيا بإزالة عبارة "المجد للأبطال!"، حيث اعتبر العبارة "مزيجًا محددًا من الشعارين" مما يستوجب أن تكون ذات طبيعة سياسية واضحة ولها أهمية تاريخية وعسكرية".

### انهيار كريستيان إريكسن
في 12 يونيو 2021، أثناء اللعب في المباراة الافتتاحية للدنمارك في مرحلة المجموعات من بطولة أمم أوروبا 2020 ضد فنلندا على ملعب باركن في كوبنهاغن، سقط كريستيان إريكسن في الدقيقة 42 حيث كان على وشك تلقي رمية تماس من زميله. وصلت المساعدة الطبية العاجلة على الفور وأجرت الإنعاش القلبي الرئوي في الملعب قبل إخراج إريكسن على نقالة وإيقاف المباراة. وقد صرح طبيب المنتخب الدنماركي مارتن بوزين الاحد أن إريكسن عانى من توقف في القلب قائلا «لقد فقدناه، وقمنا بإنعاش القلب». بعد حوالي ساعة من الحادث، أكد مسؤولو الاتحاد الأوروبي لكرة القدم والاتحاد الدنماركي لكرة القدم من ريجشوسبيتالت [الإنجليزية] أن حالة إريكسن قد استقرت واستيقظ. استُأنفت المباراة من جديد في وقت لاحق من ذلك المساء، وانتهت بفوز فنلندا 1–0.
خرج إريكسن من المستشفى بعدما تم تزويده بجهاز إزالة رجفان القلب.

### إهانة أرناوتوفيتش
في مباراة النمسا ضد مقدونيا الشمالية في 13 يونيو 2021 ضمن مبارايات المجموعة ج، أهان النمساوي ماركو أرناوتوفيتش اللاعب المقدوني إزغيان أليوسكي وعائلته، بعدما سجل إزجان هدفاً للمنتخب المقدوني لتصبح النتيجة 3-1. يذكر أن لماركو أرناوتوفيتش أصول صربية، بينما يأتي أليوسكي من أصول ألبانية؛ ومن المعروف أن كل من صربيا وألبانيا كانا في صراع سياسي بسبب منطقة كوسوفو لعقود. وقدم الاتحاد المقدوني شكوى إلى الاتحاد الأوروبي لكرة القدم بعد المباراة، وفتحت لجنة المراقبة في الاتحاد الأوروبي لكرة القدم تحقيقًا جراء ذلك الادعاء. نتيجة لذلك، تم منع ماركو أرناوتوفيتش مباراة واحدة بسبب «إهانته للاعب آخر»، مما منعه من المشاركة  مع المنتخب النمساوي أمام المنتخب الهولندي في إطار الجولة الثانية في المجموعة ج.

### إزالة زجاجات المشروبات الغازية
في مؤتمر صحفي والذي أقيم في 14 يونيو 2021 قبل المباراة الأولى لمنتخب البرتغال ضد منتخب المجر، أزال البرتغالي كريستيانو رونالدو زجاجات كوكا كولا من الطاولة ثم حمل زجاجة ماء أمام الكاميرا لتسليط الضوء على أن الماء أكثر صحة من مشروب الكوكاكولا أو المشروبات الغازية.  كان يُعتقد أن تصرفات رونالدو كانت سبباً لانهيار القيمة السوقية لشركة كوكا كولا، ولكن تبين لاحقًا أنه لا علاقة بين الحادثتين. وفي نفس المجموعة، وبعد مباراة منتخب فرنسا الأولى ضد منتخب ألمانيا، نقل الفرنسي بول بوغبا زجاجات بيرة هينيكن الخالية من الكحول من الطاولة في مؤتمر صحفي. بعد هذين الإجراءين، تحدث الاتحاد الأوروبي لكرة القدم مع المنتخبات المشاركة في البطولة الأوروبية، أكد فيها على أهمية الرعاة. كذلك حذر الاتحاد الأوروبي من تكرار هذا الأمر، حيث صرح عن نيته فرض عقوبات على اللاعبين المخالفين في حال تكرر هذا الأمر.

### احتجاج منظمة السلام الأخضر
في 15 يونيو 2021 وقبل بداية لقاء مباراة منتخب فرنسا بمنتخب ألمانيا في مدينة ميونخ، تعثر مظلي مع طائرته الشراعية بأحد الحبال المعلقة أثناء رحلته فوق ملعب أليانز أرينا، مما أدى إلى هبوطه بشكل اضطراري، حيث سقط على المدرجات المتفرجين ثم لأرضية الملعب مما أدى لتأخير انطلاق المباراة لفترة وجيزة. تسببت هذه الحادثة بإصابة شخصان في المدرجات بجروح في الرأس واضطروا لتلقي الرعاية الطبية. كانت تلك الحادثة مخططاً لها مسبقاً كاحتجاج من قبل منظمة السلام الأخضر ضد شركة فولكس فاجن المصنعة للسيارات، حيث كان من المفترض أن يتم إلقاء كرة كبيرة عليها ملصق في منتصف أرضية الملعب. أثارت الحملة انتقادات شديدة بسبب تعريض المشاهدين للخطر؛ حيث انتقد الاتحاد الأوروبي لكرة القدم هذا الأمر ووصفه بأنه «عمل طائش وخطير» ومن المكن أن تكون له عواقب وخيمة لكثير من المتفرجين. أدلى كذلك الاتحاد الألماني لكرة القدم ورئيس وزراء بافاريا ماركوس زودر بالإضافة لسياسيين آخرين بتصريحات مماثلة، مما أجبر منظمة السلام الأخضر على الاعتذار عن تلك الحادثة. تم إصدار قرار بحظر الطيران الكامل على ملعب أليانز أرينا طوال مدة منافسات البطولة الأوروبية. وحققت شرطة ميونيخ مع المعتدي؛ ووجهت لها عدة اتهامات جنائية من بينها الإيذاء الجسدي الخطير والتعدي على ممتلكات الغير وانتهاك قانون الطيران المدني.

### شارة الكابتن بألوان قوس قزح
فيما يتعلق بشهر الكبرياء، استخدم الفريق الألماني رمزية ذات صلة. ارتدى كابتن الفريق مانويل نوير شارة الكابتن بألوان قوس قزح في مباراة ودية ضد لاتفيا في 7 يونيو واستمر في ارتداء شارة القيادة في مباريات ألمانيا اللاحقة. تبع ذلك تحقيق من قبل الاتحاد الأوروبي لكرة القدم خلال مرحلة المجموعات من البطولة. قيموا شارة القيادة على أنها «رمزال فريق للتنوع»، وبالتالي فهي «قضية جيدة». قرر الاتحاد الأوروبي لكرة القدم عدم فرض عقوبة بسبب القاعدة التي انتهكها نوير، والتي تلزم قادة الفريق بارتداء شارات قادة الاتحاد الأوروبي.

### أحداث إنجلترا ضد الدنمارك
في الدقيقة 104 من مباراة نصف النهائي بين إنجلترا والدنمارك، احتسب الحكم الهولندي داني ماكيلي ركلة جزاء لصالح المنتخب الإنجليزي، بعد أن عرقل مدافع الدنمارك يواكيم موهل المهاجم الإنجليزي رحيم ستيرلينغ داخل منطقة الجزاء. استطاع حارس الدنمارك كاسبر شمايكل من التصدي لركلة الجزاء التي نفذها هاري كين، لكن استطاع كين التسجيل بعدما ارتدت الكرة من الحارس شمايكل. بعد المباراة وفي المؤتمر صحفي أعرب المدرب الدنماركي كاسبر هيولماند عن استيائه من قرار ركلة الجزاء، فضلاً عن حقيقة وجود كرتين على أرض الملعب عند ارتكاب المخالفة.
انتقد المعلقون غير الإنجليز مثل الفرنسي أرسين فينغر والبرتغال جوزيه مورينيو والألماني ديتمار هامان قرار ركلة الجزاء أثناء المباراة وبعدها، بحجة أنه لم يكن من المفترض الحكم احتساب ركلة الجزاء بعدما تم التحقق من الحادثة بواسطة حكم الفيديو المساعد، حيث وصف الإيرلندي روي كين تلك المخالفة بأنها «ناعمة جدًا جدًا». كما وصف مهاجم منتخب إنجلترا السابق آلان شيرر قرار ركلة الجزاء بأنه «ناعم» وقال إنه سيكون «غاضبًا جدًا إذا تم فرض هذه العقوبة ضد إنجلترا»، بينما قال مدافع إنجلترا السابق غاري نيفيل «إذا كنا منصفين ، فأنت ستشعر بالحزن الشديد إذا خسرت من ركلة جزاء من هذا القبيل». وقال الحكم السابق الإنجليزي مارك كلاتنبورغ -الذي أدار نهائي يورو 2016- أنه «لم يكن ليحتسب ركلة جزاء لمثل هذا التدخل في مثل هذه اللحظة الحاسمة».
زعمت صحيفة برمنغهام ميل أن الدنماركيين قد عرقلوا الجدار الإنجليزي خلال تنفيذ الركلة الحرة الحاسمة والتي أدت إلى الهدف الأول في المباراة، وأن هدف الدنمارك كان يجب إلغاؤه نتيجة لتلك المخالفة. وفقًا لقوانين الاتحاد الدولي لكرة القدم الخاصة باللعبة، أثناء الركلة الحرة يجب أن يكون المهاجمون على بعد متر واحد من جدار الفريق المدافع، وهي قاعدة انتهكها اللاعبون الدنماركيون -على حسب ادعاء الصحيفة- مما تسبب بالتأثير على مجال الرؤية الخاصة الحارس الإنجليزي جوردان بيكفورد.
في 8 يوليو 2021 وبعد يوم واحد من المباراة، فتح الاتحاد الأوروبي لكرة القدم دعوى تأديبية ضد الاتحاد الإنجليزي لكرة القدم بسبب استخدام الجماهير الإنجليزية الحاضرة لقلم الليزر، حيث تم توجيه الليزر لوجه شمايكل حارس منتخب الدنمارك شمايكل قبل تنفيذ ركلة الجزاء الحاسمة. كذلك أضاف الاتحاد الأوروبي دعاوي أخرى؛ حيث أطلقت الجماهير الإنجليزية صيحات الاستهجان عند عزف النشيد الوطني الدنماركي بالإضافة إلى استخدامها للألعاب النارية. كان هنالك محاولات عدة للبحث عن الجاني لكن المحاولات باءت بالفشل. تم تغريم اتحاد الإنجليزي 25،630 جنيه إسترليني (30،000 يورو) بسبب الدعاوي الثلاث السابقة.

### أحداث إنجلترا ضد إيطاليا

#### اقتحام ملعب ويمبلي قبل النهائي
في يوم المباراة النهائية بين إيطاليا وإنجلترا، تجمع الآلاف من مشجعي إنجلترا أمام ملعب ويمبلي طوال فترة الصباح وبعد الظهر، مما دفع الشرطة إلى حث أي شخص من خارج لندن بدون تذاكر على عدم السفر إلى هناك. قبل ساعتين من المباراة النهائية، أظهرت اللقطات المئات من المشجعين يتشاجرون مع الشرطة وهم يحاولون شق طريقهم بالقوة عبر الحواجز للدخول إلى الملعب. تمكن حوالي 400 شخص من الوصول إلى الملعب، في البوابة 104، دون دفع ثمن تذكرة.
تجمعت حشود ضخمة في ساحة ليستر وألقوا الزجاجات والأشياء الأخرى وميدان ترفلغار، حيث أقيمت منطقة مخصصة للمشجعين. وأدى العنف والاضطراب إلى اعتقال 49 شخصًا من قبل الشرطة. أصيب 19 شرطيا بجروح.

#### الانتهاك العنصري عبر الإنترنت بعد النهائي
تعرض لاعبو إنجلترا بوكايو ساكا، جيدون سانشو وماركوس راشفورد لإساءات عنصرية عبر الإنترنت بعد إهدار ركلات الترجيح في المباراة النهائية التي أدت إلى هزيمة إنجلترا أمام إيطاليا. نفذ لاعبو كرة القدم الثلاثة آخر ثلاث ركلات جزاء (اثنان منها أنقذهما حارس مرمى إيطاليا جانلويجي دوناروما) خلال خسارة إنجلترا 3–2 بركلات الترجيح يوم الأحد 11 يوليو 2021، وتم استهدافهم جميعًا على الفور بلغة عنصرية ورموز تعبيرية على حساباتهم على وسائل التواصل الاجتماعي. وأدان الاتحاد الإنجليزي لكرة القدم الإساءات العنصرية وقال إنه «فُزع من العنصرية على الإنترنت» التي تستهدف بعض اللاعبين على وسائل التواصل الاجتماعي. وقال في بيان:
«لا يمكننا أن نكون واضحين في أن أي شخص يقف وراء مثل هذا السلوك المثير للاشمئزاز غير مرحب به في متابعة الفريق. سنفعل كل ما في وسعنا لدعم اللاعبين المتضررين بينما نحث على أشد العقوبات الممكنة لأي شخص مسؤول. سنستمر في بذل كل ما في وسعنا للقضاء على التمييز في اللعبة، لكننا نناشد الحكومة التحرك بسرعة وإصدار التشريع المناسب حتى يكون لهذا الانتهاك عواقب حقيقية في الحياة. تحتاج شركات وسائل التواصل الاجتماعي إلى تكثيف إجراءات المسائلة واتخاذ إجراءات لحظر المسيئين من منصاتهم، وجمع الأدلة التي يمكن أن تؤدي إلى الملاحقة القضائية ودعم جعل منصاتهم خالية من هذا النوع من الإساءات المقيتة.»
بدأت شرطة العاصمة التحقيق في الإساءة وقالت على تويتر إن الإساءة «غير مقبولة على الإطلاق» ولن يتم التسامح معها. كما أدان رئيس الوزراء البريطاني بوريس جونسون ورئيس اتحاد كرة القدم الأمير ويليام دوق كامبريدج الانتهاكات العنصرية.

## الملاحظات
1. ↑  كجزء من حدث إعلان الشعار الرسمي للبطولة.
2. ↑  في وقت لاحق تم إزالتها من المدن المستضيفة البطولة.

## وصلات خارجية
- الموقع الرسمي